# Liste des églises de l'Oise
La liste des églises de l'Oise vise à situer les églises du département français de l'Oise. Il est fait état des diverses protections dont elles peuvent bénéficier, et notamment les inscriptions et classements au titre des monuments historiques.
En ce qui concerne le culte catholique, les églises sont situées dans le diocèse de Beauvais, Noyon et Senlis.

## Statistiques

### Nombres
Le département de l'Oise comprend 679 communes au 1er janvier 2023.
Depuis 2022, le diocèse de Beauvais compte 41 paroisses.

## Liste des églises catholiques classées par commune par ordre alphabétique
Le classement ci-après se fait par commune selon l'ordre alphabétique.
Il est fait état des diverses protections dont elles peuvent bénéficier, et notamment les inscriptions et classements au titre des monuments historiques.
| Église                                                             | Commune                       | Adresse | Coordonnées                      | Notice         | Protection | Date        | Illustration                                                       |
| ------------------------------------------------------------------ | ----------------------------- | ------- | -------------------------------- | -------------- | --- | ----------- | ------------------------------------------------------------------ |
| Église Notre-Dame-de-la-Nativité d'Abancourt                       | Abancourt                     |         | 49° 41′ 52″ nord, 1° 45′ 54″ est |                | |             | Église Notre-Dame-de-la-Nativité d'Abancourt                       |
| Église Saint-Martin d'Abbecourt                                    | Abbecourt                     |         | 49° 21′ 16″ nord, 2° 09′ 33″ est |                | |             | Église Saint-Martin d'Abbecourt                                    |
| Église Saint-Laurent d'Abbeville-Saint-Lucien                      | Abbeville-Saint-Lucien        |         | 49° 31′ 02″ nord, 2° 10′ 14″ est |                | |             | Église Saint-Laurent d'Abbeville-Saint-Lucien                      |
| Église Saint-Fiacre-et-Saint-Martin d'Achy                         | Achy                          |         | 49° 33′ 12″ nord, 1° 58′ 37″ est |                | |             | Église Saint-Fiacre-et-Saint-Martin d'Achy                         |
| Église Saint-Pierre-et-Saint-Paul d'Acy-en-Multien                 | Acy-en-Multien                |         | 49° 06′ 13″ nord, 2° 57′ 15″ est | « PA00114473 » | Inscrit MH | 1926        | Église Saint-Pierre-et-Saint-Paul d'Acy-en-Multien                 |
| Église Saint-Léger d'Agnetz                                        | Agnetz                        |         | 49° 22′ 56″ nord, 2° 23′ 06″ est | « PA00114474 » | Classé MH | 1850        | Église Saint-Léger d'Agnetz                                        |
| Église Sainte-Anne d'Airion                                        | Airion                        |         | 49° 25′ 30″ nord, 2° 24′ 59″ est |                | |             | Église Sainte-Anne d'Airion                                        |
| Église Notre-Dame-de-l'Annonciation d'Allonne                      | Allonne                       |         | 49° 24′ 16″ nord, 2° 06′ 45″ est | « PA00114476 » | Classé MH Clocher ; Classé MH L'église en totalité                                                                            | 1862 ; 2006 | Église Notre-Dame-de-l'Annonciation d'Allonne                      |
| Église Saint-Martin d'Amblainville                                 | Amblainville                  |         | 49° 12′ 04″ nord, 2° 07′ 11″ est | « PA00114477 » | Classé MH | 1982        | Église Saint-Martin d'Amblainville                                 |
| Église Saint-Jean-Baptiste d'Amy                                   | Amy                           |         | 49° 39′ 07″ nord, 2° 49′ 12″ est |                | |             | Église Saint-Jean-Baptiste d'Amy                                   |
| Église Saint-Vaast d'Andeville                                     | Andeville                     |         | 49° 15′ 34″ nord, 2° 09′ 58″ est |                | |             | Église Saint-Vaast d'Andeville                                     |
| Église Saint-Vaast d'Angicourt                                     | Angicourt                     |         | 49° 18′ 41″ nord, 2° 30′ 16″ est | « PA00114479 » | Classé MH | 1862        | Église Saint-Vaast d'Angicourt                                     |
| Église Saint-Martin d'Angivillers                                  | Angivillers                   |         | 49° 29′ 13″ nord, 2° 30′ 11″ est |                | |             | Image manquante Téléverser                                         |
| Église Saint-Nicolas d'Angy                                        | Angy                          |         | 49° 19′ 43″ nord, 2° 19′ 36″ est | « PA00114480 » | Classé MH | 1862        | Église Saint-Nicolas d'Angy                                        |
| Église Saint-Léger d'Ansacq                                        | Ansacq                        |         | 49° 20′ 41″ nord, 2° 21′ 37″ est | « PA00114481 » | Inscrit MH | 1927        | Église Saint-Léger d'Ansacq                                        |
| Église Saint-Léger d'Ansauvillers                                  | Ansauvillers                  |         | 49° 33′ 54″ nord, 2° 23′ 15″ est |                | |             | Église Saint-Léger d'Ansauvillers                                  |
| Église Saint-Martin d'Antheuil-Portes                              | Antheuil-Portes               |         | 49° 29′ 43″ nord, 2° 45′ 12″ est |                | |             | Image manquante Téléverser                                         |
| Église Saint-Maurice-et-Saint-Léonard d'Antilly                    | Antilly                       |         | 49° 09′ 06″ nord, 2° 59′ 04″ est |                | |             | Église Saint-Maurice-et-Saint-Léonard d'Antilly                    |
| Église Saint-Martin d'Appilly                                      | Appilly                       |         | 49° 34′ 59″ nord, 3° 07′ 01″ est | « IA00049305 » | |             | Église Saint-Martin d'Appilly                                      |
| Église Saint-Martin d'Apremont (Oise)                              | Apremont                      |         | 49° 13′ 27″ nord, 2° 30′ 26″ est |                | |             | Église Saint-Martin d'Apremont (Oise)                              |
| Église Notre-Dame d'Armancourt                                     | Armancourt                    |         | 49° 22′ 22″ nord, 2° 45′ 34″ est | « PA00114483 » | Inscrit MH | 1949        | Église Notre-Dame d'Armancourt                                     |
| Église Saint-Médard d'Arsy                                         | Arsy                          |         | 49° 24′ 04″ nord, 2° 40′ 29″ est |                | |             | Église Saint-Médard d'Arsy                                         |
| Église Saint-Médard d'Attichy                                      | Attichy                       |         | 49° 24′ 35″ nord, 3° 03′ 04″ est |                | |             | Image manquante Téléverser                                         |
| Église Saint-Éloi d'Auchy-la-Montagne                              | Auchy-la-Montagne             |         | 49° 34′ 31″ nord, 2° 07′ 05″ est |                | |             | Église Saint-Éloi d'Auchy-la-Montagne                              |
| Église Saint-Caprais d'Auger-Saint-Vincent                         | Auger-Saint-Vincent           |         | 49° 13′ 08″ nord, 2° 48′ 37″ est |                | |             | Église Saint-Caprais d'Auger-Saint-Vincent                         |
| Église Saint-Gervais-et-Saint-Protais d'Aumont-en-Halatte          | Aumont-en-Halatte             |         | 49° 13′ 46″ nord, 2° 33′ 01″ est |                | |             | Église Saint-Gervais-et-Saint-Protais d'Aumont-en-Halatte          |
| Église de la Sainte-Vierge de Troussures                           | Auneuil                       |         | 49° 23′ 21″ nord, 1° 58′ 26″ est |                | |             | Église de la Sainte-Vierge de Troussures                           |
| Église Saint-Sébastien d'Auneuil                                   | Auneuil                       |         | 49° 22′ 12″ nord, 2° 00′ 01″ est |                | |             | Église Saint-Sébastien d'Auneuil                                   |
| Église Saint-Denis d'Auteuil                                       | Auteuil                       |         | 49° 20′ 29″ nord, 2° 05′ 16″ est |                | |             | Église Saint-Denis d'Auteuil                                       |
| Église Saint-Martin d'Autheuil-en-Valois                           | Autheuil-en-Valois            |         | 49° 10′ 31″ nord, 3° 03′ 36″ est | « PA00114486 » | Classé MH | 1942        | Église Saint-Martin d'Autheuil-en-Valois                           |
| Église Saint-Victor d'Autrêches                                    | Autrêches                     |         | 49° 26′ 37″ nord, 3° 07′ 35″ est | « PA00114487 » | Classé MH | 1913        | Église Saint-Victor d'Autrêches                                    |
| Église Saint-Martin de Saint-Martin-le-Nœud                        | Aux Marais                    |         | 49° 24′ 36″ nord, 2° 03′ 05″ est | « PA00114737 » | Classé MH | 1930        | Église Saint-Martin de Saint-Martin-le-Nœud                        |
| Église Saint-Léonard d'Avilly-Saint-Léonard                        | Avilly-Saint-Léonard          |         | 49° 11′ 38″ nord, 2° 32′ 14″ est |                | |             | Église Saint-Léonard d'Avilly-Saint-Léonard                        |
| Église Saint-Lucien d'Avrechy                                      | Avrechy                       |         | 49° 26′ 51″ nord, 2° 25′ 33″ est | « PA00114489 » | Classé MH | 1950        | Église Saint-Lucien d'Avrechy                                      |
| Église Saint-Éloi d'Avricourt                                      | Avricourt                     |         | 49° 39′ 28″ nord, 2° 51′ 43″ est |                | |             | Église Saint-Éloi d'Avricourt                                      |
| Église Saint-Denis d'Avrigny                                       | Avrigny                       |         | 49° 22′ 48″ nord, 2° 34′ 47″ est |                | |             | Image manquante Téléverser                                         |
| Église Saint-Nicolas de Babœuf                                     | Babœuf                        |         | 49° 35′ 19″ nord, 3° 05′ 03″ est | « IA00049323 » | |             | Église Saint-Nicolas de Babœuf                                     |
| Église Saint-Éloi de Bacouël                                       | Bacouël                       |         | 49° 36′ 42″ nord, 2° 23′ 12″ est |                | |             | Église Saint-Éloi de Bacouël                                       |
| Église Saint-Antoine-de-Padoue d'Eraine                            | Bailleul-le-Soc               |         | 49° 25′ 57″ nord, 2° 35′ 18″ est |                | |             | Image manquante Téléverser                                         |
| Église Saint-Denis de Bailleul-le-Soc                              | Bailleul-le-Soc               |         | 49° 24′ 58″ nord, 2° 34′ 35″ est |                | |             | Image manquante Téléverser                                         |
| Église Saint-Lubin de Bailleul-sur-Thérain                         | Bailleul-sur-Thérain          |         | 49° 23′ 38″ nord, 2° 11′ 44″ est |                | |             | Église Saint-Lubin de Bailleul-sur-Thérain                         |
| Église Saint-Martin de Bailleval                                   | Bailleval                     |         | 49° 20′ 56″ nord, 2° 27′ 28″ est |                | |             | Église Saint-Martin de Bailleval                                   |
| Église Saint-Joseph de Bailly                                      | Bailly                        |         | 49° 29′ 49″ nord, 2° 58′ 16″ est |                | |             | Image manquante Téléverser                                         |
| Église Saint-Léger de Balagny-sur-Thérain                          | Balagny-sur-Thérain           |         | 49° 17′ 45″ nord, 2° 20′ 13″ est | « PA00114494 » | Inscrit MH | 1927        | Église Saint-Léger de Balagny-sur-Thérain                          |
| Église Saint-Rémy de Barbery                                       | Barbery                       |         | 49° 13′ 18″ nord, 2° 40′ 00″ est | « PA00114495 » | Inscrit MH | 1978        | Église Saint-Rémy de Barbery                                       |
| Église Saint-Denis de Bargny                                       | Bargny                        |         | 49° 10′ 39″ nord, 2° 57′ 23″ est |                | |             | Église Saint-Denis de Bargny                                       |
| Église Saint-Pierre-et-Saint-Paul de Baron                         | Baron                         |         | 49° 10′ 23″ nord, 2° 43′ 58″ est | « PA00114496 » | Classé MH | 1840        | Église Saint-Pierre-et-Saint-Paul de Baron                         |
| Église Saint-Médard de Baugy                                       | Baugy                         |         | 49° 27′ 44″ nord, 2° 45′ 06″ est |                | |             | Image manquante Téléverser                                         |
| Église Saint-Symphorien de Bazancourt                              | Bazancourt                    |         | 49° 33′ 12″ nord, 1° 44′ 02″ est |                | |             | Image manquante Téléverser                                         |
| Église Saint-Nicolas de Bazicourt                                  | Bazicourt                     |         | 49° 20′ 33″ nord, 2° 37′ 32″ est |                | |             | Église Saint-Nicolas de Bazicourt                                  |
| Église Saint-Jean-Baptiste de Beaudéduit                           | Beaudéduit                    |         | 49° 40′ 44″ nord, 2° 03′ 50″ est |                | |             | Église Saint-Jean-Baptiste de Beaudéduit                           |
| Église Notre-Dame de Beaugies-sous-Bois                            | Beaugies-sous-Bois            |         | 49° 38′ 13″ nord, 3° 06′ 18″ est |                | |             | Église Notre-Dame de Beaugies-sous-Bois                            |
| Église Notre-Dame de Beaulieu-les-Fontaines                        | Beaulieu-les-Fontaines        |         | 49° 39′ 30″ nord, 2° 54′ 46″ est |                | |             | Image manquante Téléverser                                         |
| Église Saint-Germain de Beaurains-lès-Noyon                        | Beaurains-lès-Noyon           |         | 49° 36′ 38″ nord, 2° 58′ 19″ est |                | |             | Église Saint-Germain de Beaurains-lès-Noyon                        |
| Église Saint-Hubert de Beaurepaire                                 | Beaurepaire                   |         | 49° 17′ 51″ nord, 2° 33′ 55″ est | « PA00114498 » | Inscrit MH | 1978        | Église Saint-Hubert de Beaurepaire                                 |
| Cathédrale Saint-Pierre de Beauvais                                | Beauvais                      |         | 49° 25′ 57″ nord, 2° 04′ 53″ est | « PA00114502 » | Classé MH | 1840        | Cathédrale Saint-Pierre de Beauvais                                |
| Église Saint-Étienne de Beauvais                                   | Beauvais                      |         | 49° 25′ 44″ nord, 2° 04′ 49″ est | « PA00114508 » | Classé MH | 1846        | Église Saint-Étienne de Beauvais                                   |
| Église Notre-Dame-de-la-Basse-Œuvre de Beauvais                    | Beauvais                      |         | 49° 25′ 56″ nord, 2° 04′ 50″ est | « PA00114505 » | Classé MH | 1840        | Église Notre-Dame-de-la-Basse-Œuvre de Beauvais                    |
| Église Notre-Dame de Marissel                                      | Beauvais                      |         | 49° 25′ 47″ nord, 2° 06′ 25″ est | « PA00114506 » | Classé MH | 1913        | Église Notre-Dame de Marissel                                      |
| Église Saint-Barthélemy de Beauvais                                | Beauvais                      |         | 49° 25′ 54″ nord, 2° 04′ 55″ est | « PA00114507 » | Inscrit MH | 1930        | Église Saint-Barthélemy de Beauvais                                |
| Église Saint-Jacques de Beauvais                                   | Beauvais                      |         | 49° 25′ 18″ nord, 2° 05′ 23″ est |                | |             | Église Saint-Jacques de Beauvais                                   |
| Église Saint-Jean-Baptiste de Beauvais                             | Beauvais                      |         | 49° 25′ 14″ nord, 2° 04′ 38″ est |                | |             | Église Saint-Jean-Baptiste de Beauvais                             |
| Église Saint-Jean-Marie Vianney de Beauvais                        | Beauvais                      |         | 49° 26′ 07″ nord, 2° 05′ 48″ est |                | |             | Image manquante Téléverser                                         |
| Église Saint Just-des-Marais de Beauvais                           | Beauvais                      |         | 49° 26′ 17″ nord, 2° 03′ 45″ est |                | |             | Église Saint Just-des-Marais de Beauvais                           |
| Église Notre-Dame-du-Thil de Beauvais                              | Beauvais                      |         | 49° 26′ 33″ nord, 2° 04′ 47″ est |                | |             | Église Notre-Dame-du-Thil de Beauvais                              |
| Église Saint-Denis de Beauvoir                                     | Beauvoir                      |         | 49° 36′ 11″ nord, 2° 19′ 36″ est |                | |             | Église Saint-Denis de Beauvoir                                     |
| Église Saint-Martin de Belle-Église                                | Belle-Église                  |         | 49° 11′ 31″ nord, 2° 13′ 05″ est |                | |             | Église Saint-Martin de Belle-Église                                |
| Église Saint-Jean de Belloy                                        | Belloy                        |         | 49° 32′ 11″ nord, 2° 39′ 22″ est |                | |             | Église Saint-Jean de Belloy                                        |
| Église Saint-Martin de Berlancourt                                 | Berlancourt                   |         | 49° 40′ 24″ nord, 3° 04′ 05″ est |                | |             | Image manquante Téléverser                                         |
| Église Saint-Germain de Berneuil-en-Bray                           | Berneuil-en-Bray              |         | 49° 20′ 55″ nord, 2° 03′ 59″ est | « PA00114520 » | Classé MH Chœur et clocher ; Inscrit MH La nef                                                                                | 1980 ; 1980 | Église Saint-Germain de Berneuil-en-Bray                           |
| Église Saint-Rémy de Berneuil-sur-Aisne                            | Berneuil-sur-Aisne            |         | 49° 24′ 52″ nord, 3° 00′ 21″ est | « PA00114522 » | Classé MH | 1920        | Église Saint-Rémy de Berneuil-sur-Aisne                            |
| Église Saint-Martin-et-Saint-Clair de Berthecourt                  | Berthecourt                   |         | 49° 21′ 09″ nord, 2° 13′ 30″ est |                | |             | Église Saint-Martin-et-Saint-Clair de Berthecourt                  |
| Église Saint-Germain de Betz                                       | Betz                          |         | 49° 09′ 22″ nord, 2° 57′ 17″ est |                | |             | Église Saint-Germain de Betz                                       |
| Église Saint-Médard de Bienville                                   | Bienville                     |         | 49° 26′ 57″ nord, 2° 49′ 50″ est |                | |             | Église Saint-Médard de Bienville                                   |
| Église Saint-Julien de Biermont                                    | Biermont                      |         | 49° 34′ 58″ nord, 2° 44′ 02″ est |                | |             | Église Saint-Julien de Biermont                                    |
| Église Saint-Sulpice-et-Saint-Antoine de Bitry                     | Bitry                         |         | 49° 24′ 48″ nord, 3° 04′ 42″ est | « PA00114530 » | Classé MH | 1912        | Église Saint-Sulpice-et-Saint-Antoine de Bitry                     |
| Église Saint-Martin de Blacourt                                    | Blacourt                      |         | 49° 27′ 54″ nord, 1° 51′ 40″ est |                | |             | Église Saint-Martin de Blacourt                                    |
| Église Notre-Dame-de-la-Nativité de Blaincourt-lès-Précy           | Blaincourt-lès-Précy          |         | 49° 13′ 24″ nord, 2° 21′ 28″ est | « PA00114531 » | Inscrit MH | 1971        | Église Notre-Dame-de-la-Nativité de Blaincourt-lès-Précy           |
| Église Saint-Rémi de Blancfossé                                    | Blancfossé                    |         | 49° 39′ 31″ nord, 2° 11′ 47″ est |                | |             | Image manquante Téléverser                                         |
| Église Saint-Martin de Blargies                                    | Blargies                      |         | 49° 40′ 11″ nord, 1° 45′ 57″ est |                | |             | Église Saint-Martin de Blargies                                    |
| Église Saint-Martin de Blicourt                                    | Blicourt                      |         | 49° 33′ 23″ nord, 2° 03′ 26″ est |                | |             | Église Saint-Martin de Blicourt                                    |
| Église Saint-Nicolas de Blincourt                                  | Blincourt                     |         | 49° 23′ 02″ nord, 2° 37′ 05″ est |                | |             | Image manquante Téléverser                                         |
| Église Saint-Étienne de Boissy-Fresnoy                             | Boissy-Fresnoy                |         | 49° 09′ 51″ nord, 2° 52′ 15″ est |                | |             | Église Saint-Étienne de Boissy-Fresnoy                             |
| Église de Fresnoy                                                  | Boissy-Fresnoy                |         | 49° 09′ 37″ nord, 2° 52′ 50″ est |                | |             | Image manquante Téléverser                                         |
| Église Saint-Roch de Bonlier                                       | Bonlier                       |         | 49° 28′ 14″ nord, 2° 09′ 01″ est |                | |             | Église Saint-Roch de Bonlier                                       |
| Église Saint-Martin de Bonneuil-en-Valois                          | Bonneuil-en-Valois            |         | 49° 17′ 03″ nord, 2° 59′ 26″ est | « PA00114533 » | Classé MH | 1913        | Église Saint-Martin de Bonneuil-en-Valois                          |
| Abbatiale Notre-Dame du Lieu-Restauré de Bonneuil-en-Valois        | Bonneuil-en-Valois            |         | 49° 15′ 36″ nord, 2° 58′ 57″ est |                | |             | Abbatiale Notre-Dame du Lieu-Restauré de Bonneuil-en-Valois        |
| Église Saint-Nicolas de Bonneuil-les-Eaux                          | Bonneuil-les-Eaux             |         | 49° 40′ 44″ nord, 2° 13′ 53″ est | « PA60000003 » | Inscrit MH | 1997        | Église Saint-Nicolas de Bonneuil-les-Eaux                          |
| Église Saint-Martin de Bonnières                                   | Bonnières                     |         | 49° 30′ 31″ nord, 1° 58′ 00″ est |                | |             | Église Saint-Martin de Bonnières                                   |
| Église Saint-Martin de Bonvillers                                  | Bonvillers                    |         | 49° 35′ 20″ nord, 2° 21′ 11″ est |                | |             | Église Saint-Martin de Bonvillers                                  |
| Église Saint-Vaast de Boran-sur-Oise                               | Boran-sur-Oise                |         | 49° 10′ 02″ nord, 2° 21′ 35″ est | « PA00114534 » | Classé MH | 1942        | Église Saint-Vaast de Boran-sur-Oise                               |
| Église Saint-Martin de Borest                                      | Borest                        |         | 49° 10′ 48″ nord, 2° 40′ 24″ est | « PA00114536 » | Inscrit MH | 1930        | Église Saint-Martin de Borest                                      |
| Église Saint-Denis de Bornel                                       | Bornel                        |         | 49° 11′ 52″ nord, 2° 12′ 27″ est | « PA00114539 » | Inscrit MH | 1927        | Église Saint-Denis de Bornel                                       |
| Église Saint-Claude de Fosseuse                                    | Bornel                        |         | 49° 12′ 41″ nord, 2° 11′ 20″ est |                | |             | Église Saint-Claude de Fosseuse                                    |
| Église Saint-Nicolas d'Anserville                                  | Bornel                        |         | 49° 13′ 33″ nord, 2° 12′ 29″ est |                | |             | Église Saint-Nicolas d'Anserville                                  |
| Église Saint-Gilles-Saint-Leu de Boubiers                          | Boubiers                      |         | 49° 13′ 23″ nord, 1° 52′ 32″ est | « PA00114540 » | Classé MH | 1943        | Église Saint-Gilles-Saint-Leu de Boubiers                          |
| Église Saint-Étienne de Bouconvillers                              | Bouconvillers                 |         | 49° 10′ 34″ nord, 1° 54′ 09″ est | « PA00114541 » | Inscrit MH Le chœur, le clocher, le portail                                                                                   | 1927        | Église Saint-Étienne de Bouconvillers                              |
| Église Saint-Pierre-et-Saint-Paul de Bouillancy                    | Bouillancy                    |         | 49° 06′ 52″ nord, 2° 55′ 52″ est | « PA00114542 » | Classé MH | 2012        | Église Saint-Pierre-et-Saint-Paul de Bouillancy                    |
| Église Saint-Étienne de Boullarre                                  | Boullarre                     |         | 49° 07′ 46″ nord, 3° 00′ 19″ est | « PA00114543 » | Inscrit MH | 1927        | Église Saint-Étienne de Boullarre                                  |
| Église Notre-Dame de Boulogne-la-Grasse                            | Boulogne-la-Grasse            |         | 49° 36′ 43″ nord, 2° 42′ 20″ est |                | |             | Église Notre-Dame de Boulogne-la-Grasse                            |
| Église Saint-Pierre de Boursonne                                   | Boursonne                     |         | 49° 12′ 06″ nord, 3° 02′ 43″ est | « PA00114544 » | Inscrit MH | 1927        | Église Saint-Pierre de Boursonne                                   |
| Église Saint-Germain de Boury-en-Vexin                             | Boury-en-Vexin                |         | 49° 14′ 27″ nord, 1° 44′ 14″ est | « PA60000033 » | Inscrit MH | 2000        | Église Saint-Germain de Boury-en-Vexin                             |
| Église Saint-Quentin de Boutencourt                                | Boutencourt                   |         | 49° 19′ 12″ nord, 1° 51′ 31″ est |                | |             | Église Saint-Quentin de Boutencourt                                |
| Église Saint-Sauveur de Bouvresse                                  | Bouvresse                     |         | 49° 39′ 15″ nord, 1° 45′ 11″ est |                | |             | Image manquante Téléverser                                         |
| Église Saint-Étienne de Braisnes-sur-Aronde                        | Braisnes-sur-Aronde           |         | 49° 28′ 38″ nord, 2° 46′ 30″ est |                | |             | Église Saint-Étienne de Braisnes-sur-Aronde                        |
| Église Notre-Dame de Brasseuse                                     | Brasseuse                     |         | 49° 15′ 34″ nord, 2° 40′ 45″ est |                | |             | Église Notre-Dame de Brasseuse                                     |
| Église Saint-Rieul de Brenouille                                   | Brenouille                    |         | 49° 18′ 19″ nord, 2° 32′ 21″ est | « PA00114547 » | Inscrit MH | 1927        | Église Saint-Rieul de Brenouille                                   |
| Église Saint-Gervais-et-Saint-Prothais de Bresles                  | Bresles                       |         | 49° 24′ 32″ nord, 2° 15′ 11″ est | « PA00114549 » | Classé MH | 1988        | Église Saint-Gervais-et-Saint-Prothais de Bresles                  |
| Église Saint-Jean-Baptiste de Breteuil-sur-Noye                    | Breteuil                      |         | 49° 38′ 00″ nord, 2° 17′ 39″ est |                | |             | Église Saint-Jean-Baptiste de Breteuil-sur-Noye                    |
| Église provisoire de Breteuil                                      | Breteuil                      |         | 49° 37′ 58″ nord, 2° 17′ 32″ est |                | |             | Image manquante Téléverser                                         |
| Église Saint-Martin de Breuil-le-Sec                               | Breuil-le-Sec                 |         | 49° 22′ 16″ nord, 2° 27′ 00″ est |                | |             | Église Saint-Martin de Breuil-le-Sec                               |
| Église Saint-Martin de Breuil-le-Vert                              | Breuil-le-Vert                |         | 49° 21′ 37″ nord, 2° 26′ 14″ est | « PA00114554 » | Classé MH | 1921        | Église Saint-Martin de Breuil-le-Vert                              |
| Église Saint-Matthieu de Briot                                     | Briot                         |         | 49° 39′ 06″ nord, 1° 55′ 28″ est |                | |             | Église Saint-Matthieu de Briot                                     |
| Église Saint-Hubert de Brombos                                     | Brombos                       |         | 49° 38′ 42″ nord, 1° 53′ 23″ est |                | |             | Église Saint-Hubert de Brombos                                     |
| Église Saint-Côme-et-Saint-Damien de Broquiers                     | Broquiers                     |         | 49° 39′ 38″ nord, 1° 49′ 38″ est |                | |             | Église Saint-Côme-et-Saint-Damien de Broquiers                     |
| Église Saint-Nicolas de Broyes                                     | Broyes                        |         | 49° 37′ 41″ nord, 2° 27′ 21″ est |                | |             | Église Saint-Nicolas de Broyes                                     |
| Église Saint-Michel de Brunvillers-la-Motte                        | Brunvillers-la-Motte          |         | 49° 32′ 55″ nord, 2° 27′ 00″ est | « PA00114556 » | Classé MH | 1922        | Église Saint-Michel de Brunvillers-la-Motte                        |
| Église Saint-Pierre de Brégy                                       | Brégy                         |         | 49° 04′ 58″ nord, 2° 51′ 58″ est |                | |             | Église Saint-Pierre de Brégy                                       |
| Église Saint-Nicolas de Brétigny                                   | Brétigny                      |         | 49° 34′ 07″ nord, 3° 06′ 38″ est | « PA00114551 » | Classé MH | 1920        | Église Saint-Nicolas de Brétigny                                   |
| Église Saint-Pierre de Bucamps                                     | Bucamps                       |         | 49° 31′ 23″ nord, 2° 19′ 21″ est |                | |             | Église Saint-Pierre de Bucamps                                     |
| Église Saint-Lucien de Buicourt                                    | Buicourt                      |         | 49° 32′ 26″ nord, 1° 49′ 17″ est |                | |             | Église Saint-Lucien de Buicourt                                    |
| Église Saint-Martin de Bulles                                      | Bulles                        |         | 49° 27′ 29″ nord, 2° 19′ 36″ est | « PA60000080 » | Inscrit MH | 2011        | Église Saint-Martin de Bulles                                      |
| Église Saint-Lucien de Bury                                        | Bury                          |         | 49° 18′ 48″ nord, 2° 20′ 39″ est | « PA00114557 » | Classé MH | 1862        | Église Saint-Lucien de Bury                                        |
| Église Saint-Maur de Mérard                                        | Bury                          |         | 49° 19′ 44″ nord, 2° 20′ 45″ est |                | |             | Église Saint-Maur de Mérard                                        |
| Église Saint-Laurent de Bussy                                      | Bussy                         |         | 49° 37′ 30″ nord, 2° 58′ 55″ est |                | |             | Église Saint-Laurent de Bussy                                      |
| Église Saint-Martin de Béhéricourt                                 | Béhéricourt                   |         | 49° 35′ 47″ nord, 3° 03′ 46″ est | « IA00049331 » | |             | Église Saint-Martin de Béhéricourt                                 |
| Église Saint-Sulpice de Béthancourt-en-Valois                      | Béthancourt-en-Valois         |         | 49° 17′ 05″ nord, 2° 52′ 41″ est | « PA00114524 » | Inscrit MH | 1949        | Église Saint-Sulpice de Béthancourt-en-Valois                      |
| Église Saint-Martin de Béthisy-Saint-Martin                        | Béthisy-Saint-Martin          |         | 49° 17′ 30″ nord, 2° 48′ 36″ est | « PA00114526 » | Classé MH | 1931        | Église Saint-Martin de Béthisy-Saint-Martin                        |
| Église Saint-Pierre de Béthisy-Saint-Pierre                        | Béthisy-Saint-Pierre          |         | 49° 18′ 11″ nord, 2° 48′ 40″ est | « PA00114529 » | Classé MH Eglise (à l'exception de la nef) ; Inscrit MH L'église en totalité, à l'exception des parties déjà classées en 1913 | 1913 ; 2016 | Église Saint-Pierre de Béthisy-Saint-Pierre                        |
| Église Saint-Lucien de Caisnes                                     | Caisnes                       |         | 49° 31′ 20″ nord, 3° 04′ 27″ est | « PA00114558 » | Classé MH | 1920        | Église Saint-Lucien de Caisnes                                     |
| Église Saint-Étienne de Cambronne-lès-Clermont                     | Cambronne-lès-Clermont        |         | 49° 19′ 50″ nord, 2° 23′ 55″ est | « PA00114560 » | Classé MH | 1875        | Église Saint-Étienne de Cambronne-lès-Clermont                     |
| Église Saint-Martin de Cambronne-lès-Ribécourt                     | Cambronne-lès-Ribécourt       |         | 49° 30′ 25″ nord, 2° 53′ 52″ est | « PA00114561 » | Classé MH | 1920        | Église Saint-Martin de Cambronne-lès-Ribécourt                     |
| Église Saint-Maclou de Campagne                                    | Campagne                      |         | 49° 38′ 45″ nord, 2° 57′ 38″ est |                | |             | Image manquante Téléverser                                         |
| Église Saint-Samson de Campeaux                                    | Campeaux                      |         | 49° 37′ 10″ nord, 1° 45′ 15″ est |                | |             | Image manquante Téléverser                                         |
| Église Saint-Jean-Baptiste de Campremy                             | Campremy                      |         | 49° 34′ 15″ nord, 2° 18′ 41″ est |                | |             | Église Saint-Jean-Baptiste de Campremy                             |
| Église Saint-Martin de Candor                                      | Candor                        |         | 49° 37′ 39″ nord, 2° 53′ 41″ est |                | |             | Église Saint-Martin de Candor                                      |
| Église Saint-Martin de Canly                                       | Canly                         |         | 49° 23′ 08″ nord, 2° 42′ 31″ est |                | |             | Église Saint-Martin de Canly                                       |
| Église Notre-Dame-de-la-Nativité de Cannectancourt                 | Cannectancourt                |         | 49° 33′ 31″ nord, 2° 54′ 27″ est |                | |             | Église Notre-Dame-de-la-Nativité de Cannectancourt                 |
| Église Saint-Michel de Canny-sur-Matz                              | Canny-sur-Matz                |         | 49° 36′ 05″ nord, 2° 48′ 00″ est |                | |             | Image manquante Téléverser                                         |
| Église Saint-Leu de Canny-sur-Thérain                              | Canny-sur-Thérain             |         | 49° 36′ 04″ nord, 1° 43′ 00″ est |                | |             | Église Saint-Leu de Canny-sur-Thérain                              |
| Église Saint-Éloi de Carlepont                                     | Carlepont                     |         | 49° 30′ 48″ nord, 3° 01′ 36″ est | « PA00114563 » | Inscrit MH | 1928        | Église Saint-Éloi de Carlepont                                     |
| Église Saint-Michel-et-Saint-Vaast de Catenoy                      | Catenoy                       |         | 49° 22′ 02″ nord, 2° 30′ 38″ est | « PA00114564 » | Classé MH | 1913        | Église Saint-Michel-et-Saint-Vaast de Catenoy                      |
| Église Saint-Denis de Catheux                                      | Catheux                       |         | 49° 39′ 10″ nord, 2° 07′ 18″ est | « PA60000084 » | Inscrit MH | 2013        | Église Saint-Denis de Catheux                                      |
| Église Saint-Martin de Catigny                                     | Catigny                       |         | 49° 38′ 22″ nord, 2° 56′ 17″ est |                | |             | Église Saint-Martin de Catigny                                     |
| Église Saint-Nicolas de Catillon                                   | Catillon-Fumechon             |         | 49° 31′ 01″ nord, 2° 22′ 11″ est | « PA00114566 » | Inscrit MH | 1951        | Église Saint-Nicolas de Catillon                                   |
| Église Saint-Lucien de Fumechon                                    | Catillon-Fumechon             |         | 49° 31′ 30″ nord, 2° 22′ 00″ est |                | |             | Église Saint-Lucien de Fumechon                                    |
| Église Saint-Aubin de Cauffry                                      | Cauffry                       |         | 49° 19′ 03″ nord, 2° 26′ 55″ est | « PA00114568 » | Classé MH | 1930        | Église Saint-Aubin de Cauffry                                      |
| Église Saint-Martin de Cauvigny                                    | Cauvigny                      |         | 49° 18′ 06″ nord, 2° 14′ 55″ est | « PA00114570 » | Classé MH | 1920        | Église Saint-Martin de Cauvigny                                    |
| Église Saint-Nicolas de Cempuis                                    | Cempuis                       |         | 49° 39′ 31″ nord, 1° 59′ 14″ est |                | |             | Église Saint-Nicolas de Cempuis                                    |
| Église Saint-Remi de Cernoy                                        | Cernoy                        |         | 49° 26′ 29″ nord, 2° 32′ 16″ est |                | |             | Image manquante Téléverser                                         |
| Église Notre-Dame de Chamant                                       | Chamant                       |         | 49° 13′ 12″ nord, 2° 36′ 47″ est | « PA00114572 » | Classé MH | 1921        | Église Notre-Dame de Chamant                                       |
| Église Sainte-Foy de Balagny-sur-Aunette                           | Chamant                       |         | 49° 13′ 29″ nord, 2° 38′ 13″ est | « PA00114573 » | Inscrit MH | 1970        | Église Sainte-Foy de Balagny-sur-Aunette                           |
| Église Notre-Dame de Chambly                                       | Chambly                       |         | 49° 09′ 59″ nord, 2° 14′ 45″ est | « PA00114575 » | Classé MH | 1862        | Église Notre-Dame de Chambly                                       |
| Église Saint-Sulpice de Chambors                                   | Chambors                      |         | 49° 15′ 37″ nord, 1° 48′ 58″ est |                | |             | Église Saint-Sulpice de Chambors                                   |
| Église Notre-Dame-de-l'Assomption de Chantilly                     | Chantilly                     |         | 49° 11′ 40″ nord, 2° 28′ 44″ est | « PA00114579 » | Classé MH | 1965        | Église Notre-Dame-de-l'Assomption de Chantilly                     |
| Église Sainte-Thérèse du Bois Saint-Denis                          | Chantilly                     |         | 49° 10′ 37″ nord, 2° 27′ 27″ est |                | |             | Église Sainte-Thérèse du Bois Saint-Denis                          |
| Église Saint-François du Coq-Chantant                              | Chantilly                     |         | 49° 11′ 58″ nord, 2° 27′ 51″ est |                | |             | Image manquante Téléverser                                         |
| Église Saint-Peter's de Chantilly                                  | Chantilly                     |         | 49° 11′ 44″ nord, 2° 28′ 21″ est |                | |             | Église Saint-Peter's de Chantilly                                  |
| Église Saint-Jean-Baptiste de Chaumont-en-Vexin                    | Chaumont-en-Vexin             |         | 49° 15′ 50″ nord, 1° 52′ 53″ est | « PA00114586 » | Classé MH | 1913        | Église Saint-Jean-Baptiste de Chaumont-en-Vexin                    |
| Église de la Nativité de Chavençon                                 | Chavençon                     |         | 49° 11′ 16″ nord, 1° 59′ 36″ est |                | |             | Église de la Nativité de Chavençon                                 |
| Église Saint-André de Chelles                                      | Chelles                       |         | 49° 21′ 12″ nord, 3° 02′ 05″ est | « PA00114588 » | Classé MH | 1862        | Église Saint-André de Chelles                                      |
| Église Saint-Léger de Chepoix                                      | Chepoix                       |         | 49° 36′ 20″ nord, 2° 23′ 04″ est |                | |             | Église Saint-Léger de Chepoix                                      |
| Église Saint-Pierre de Chevincourt                                 | Chevincourt                   |         | 49° 30′ 15″ nord, 2° 50′ 30″ est |                | |             | Image manquante Téléverser                                         |
| Église Saint-Georges de Chevrières                                 | Chevrières                    |         | 49° 20′ 49″ nord, 2° 40′ 54″ est | « PA00114589 » | Classé MH | 1920        | Église Saint-Georges de Chevrières                                 |
| Église Notre-Dame de Chiry-Ourscamp                                | Chiry-Ourscamp                |         | 49° 32′ 42″ nord, 2° 56′ 48″ est | « PA00114591 » | Classé MH | 1921        | Église Notre-Dame de Chiry-Ourscamp                                |
| Abbatiale de l'abbaye cistercienne Notre-Dame d'Ourscamp           | Chiry-Ourscamp                |         | 49° 32′ 06″ nord, 2° 58′ 28″ est |                | |             | Image manquante Téléverser                                         |
| Église abbatiale Notre-Dame d'Ourscamp                             | Chiry-Ourscamp                |         | 49° 32′ 06″ nord, 2° 58′ 28″ est |                | |             | Église abbatiale Notre-Dame d'Ourscamp                             |
| Église de la Sainte-Trinité de Choisy-au-Bac                       | Choisy-au-Bac                 |         | 49° 26′ 12″ nord, 2° 52′ 47″ est | « PA00114592 » | Classé MH | 1920        | Église de la Sainte-Trinité de Choisy-au-Bac                       |
| Église de la Nativité-de-Notre-Dame de Choisy-la-Victoire          | Choisy-la-Victoire            |         | 49° 22′ 44″ nord, 2° 35′ 08″ est |                | |             | Image manquante Téléverser                                         |
| Église Notre-Dame-de-la-Nativité de Choqueuse-les-Bénards          | Choqueuse-les-Bénards         |         | 49° 39′ 06″ nord, 2° 04′ 49″ est |                | |             | Église Notre-Dame-de-la-Nativité de Choqueuse-les-Bénards          |
| Église Sainte-Madeleine de Sennevières                             | Chèvreville                   |         | 49° 07′ 20″ nord, 2° 51′ 23″ est |                | |             | Église Sainte-Madeleine de Sennevières                             |
| Église Saint-Martin de Chèvreville                                 | Chèvreville                   |         | 49° 06′ 35″ nord, 2° 50′ 59″ est |                | |             | Église Saint-Martin de Chèvreville                                 |
| Église Saint-Martin de Cinqueux                                    | Cinqueux                      |         | 49° 18′ 53″ nord, 2° 31′ 34″ est | « PA00114594 » | Inscrit MH | 1927        | Église Saint-Martin de Cinqueux                                    |
| Église Saint-Martin de Cires-lès-Mello                             | Cires-lès-Mello               |         | 49° 16′ 31″ nord, 2° 21′ 36″ est | « PA00114595 » | Classé MH | 1906        | Église Saint-Martin de Cires-lès-Mello                             |
| Église Saint-Étienne de Clairoix                                   | Clairoix                      |         | 49° 26′ 29″ nord, 2° 51′ 01″ est | « PA00114597 » | Inscrit MH | 1926        | Église Saint-Étienne de Clairoix                                   |
| Église Saint-Samson de Clermont                                    | Clermont                      |         | 49° 22′ 47″ nord, 2° 25′ 04″ est | « PA00114599 » | Classé MH | 1921        | Église Saint-Samson de Clermont                                    |
| Église Saint-Martin de Coivrel                                     | Coivrel                       |         | 49° 33′ 11″ nord, 2° 33′ 22″ est |                | |             | Église Saint-Martin de Coivrel                                     |
| Église Saint-Antoine de Compiègne                                  | Compiègne                     |         | 49° 24′ 57″ nord, 2° 49′ 24″ est | « PA00114613 » | Classé MH | 1840        | Église Saint-Antoine de Compiègne                                  |
| Église Saint-Jacques de Compiègne                                  | Compiègne                     |         | 49° 25′ 01″ nord, 2° 49′ 40″ est | « PA00114614 » | Classé MH | 1907        | Église Saint-Jacques de Compiègne                                  |
| Église Saint-Pierre de Compiègne                                   | Compiègne                     |         | 49° 25′ 06″ nord, 2° 49′ 40″ est | « PA00114615 » | Inscrit MH | 1927        | Église Saint-Pierre de Compiègne                                   |
| Église Sainte-Thérèse de Compiègne                                 | Compiègne                     |         | 49° 25′ 17″ nord, 2° 50′ 07″ est |                | |             | Église Sainte-Thérèse de Compiègne                                 |
| Église Notre-Dame-de-la-Source de Compiègne                        | Compiègne                     |         | 49° 23′ 51″ nord, 2° 47′ 43″ est |                | |             | Image manquante Téléverser                                         |
| Église Saint-Éloi de Compiègne                                     | Compiègne                     |         | 49° 25′ 25″ nord, 2° 50′ 12″ est |                | |             | Image manquante Téléverser                                         |
| Église Saint-Germain de Compiègne                                  | Compiègne                     |         | 49° 24′ 49″ nord, 2° 48′ 57″ est |                | |             | Image manquante Téléverser                                         |
| Église Saint-Paul des Sablons de Compiègne                         | Compiègne                     |         | 49° 24′ 15″ nord, 2° 49′ 18″ est |                | |             | Image manquante Téléverser                                         |
| Église Notre-Dame de Conchy-les-Pots                               | Conchy-les-Pots               |         | 49° 36′ 15″ nord, 2° 43′ 29″ est |                | |             | Image manquante Téléverser                                         |
| Église Saint-Nicolas de Conteville                                 | Conteville                    |         | 49° 39′ 03″ nord, 2° 02′ 57″ est |                | |             | Église Saint-Nicolas de Conteville                                 |
| Église Sainte-Honorine de Corbeil-Cerf                             | Corbeil-Cerf                  |         | 49° 16′ 51″ nord, 2° 06′ 10″ est | « PA00114643 » | Inscrit MH | 1966        | Église Sainte-Honorine de Corbeil-Cerf                             |
| Église Saint-Martin de Cormeilles                                  | Cormeilles                    |         | 49° 38′ 27″ nord, 2° 11′ 39″ est |                | |             | Église Saint-Martin de Cormeilles                                  |
| Église Saint-Hilaire de Coudun                                     | Coudun                        |         | 49° 27′ 39″ nord, 2° 48′ 54″ est | « PA00114644 » | Classé MH | 1924        | Église Saint-Hilaire de Coudun                                     |
| Église Notre-Dame de Couloisy                                      | Couloisy                      |         | 49° 24′ 03″ nord, 3° 01′ 55″ est | « PA00114645 » | Classé MH Clocher et façade de l'église                                                                                       | 1913        | Église Notre-Dame de Couloisy                                      |
| Église Saint-Lucien de Courcelles-Epayelles                        | Courcelles-Epayelles          |         | 49° 34′ 06″ nord, 2° 37′ 33″ est |                | |             | Église Saint-Lucien de Courcelles-Epayelles                        |
| Église Notre-Dame-de-l'Assomption de Courcelles-lès-Gisors         | Courcelles-lès-Gisors         |         | 49° 15′ 31″ nord, 1° 44′ 26″ est | « PA00114646 » | Inscrit MH | 1978        | Église Notre-Dame-de-l'Assomption de Courcelles-lès-Gisors         |
| Église Saint-Gervais de Courteuil                                  | Courteuil                     |         | 49° 11′ 55″ nord, 2° 32′ 03″ est | « PA00114648 » | Inscrit MH | 1970        | Église Saint-Gervais de Courteuil                                  |
| Église Notre-Dame de Courtieux                                     | Courtieux                     |         | 49° 23′ 18″ nord, 3° 05′ 22″ est | « PA00114649 » | Inscrit MH | 1927        | Église Notre-Dame de Courtieux                                     |
| Église Notre-Dame-de-la-Jeunesse de Coye-la-Forêt                  | Coye-la-Forêt                 |         | 49° 08′ 37″ nord, 2° 28′ 07″ est |                | |             | Église Notre-Dame-de-la-Jeunesse de Coye-la-Forêt                  |
| Église Saint-Martin de Cramoisy                                    | Cramoisy                      |         | 49° 15′ 18″ nord, 2° 24′ 03″ est | « PA00114651 » | Classé MH | 1906        | Église Saint-Martin de Cramoisy                                    |
| Église Notre-Dame-de-l'Assomption de Crapeaumesnil                 | Crapeaumesnil                 |         | 49° 38′ 27″ nord, 2° 47′ 53″ est |                | |             | Église Notre-Dame-de-l'Assomption de Crapeaumesnil                 |
| Église Saint-Médard de Creil                                       | Creil                         |         | 49° 15′ 35″ nord, 2° 28′ 35″ est | « PA00114653 » | Classé MH | 1920        | Église Saint-Médard de Creil                                       |
| Église Saint-Joseph de Creil                                       | Creil                         |         | 49° 15′ 13″ nord, 2° 28′ 24″ est |                | |             | Image manquante Téléverser                                         |
| Collégiale Saint-Évremond de Creil                                 | Creil                         |         | 49° 15′ 39″ nord, 2° 28′ 22″ est |                | |             | Collégiale Saint-Évremond de Creil                                 |
| Église Saint-Martin de Cressonsacq                                 | Cressonsacq                   |         | 49° 27′ 32″ nord, 2° 33′ 59″ est | « PA00135568 » | Inscrit MH | 1949        | Église Saint-Martin de Cressonsacq                                 |
| Église Saint-Lucien de Crillon                                     | Crillon                       |         | 49° 31′ 04″ nord, 1° 55′ 54″ est |                | |             | Église Saint-Lucien de Crillon                                     |
| Église Saint-Éloi de Crisolles                                     | Crisolles                     |         | 49° 37′ 20″ nord, 3° 00′ 47″ est |                | |             | Église Saint-Éloi de Crisolles                                     |
| Église Saint-Léger de Croissy-sur-Celle                            | Croissy-sur-Celle             |         | 49° 41′ 51″ nord, 2° 10′ 17″ est |                | |             | Église Saint-Léger de Croissy-sur-Celle                            |
| Église Notre-Dame de Croutoy                                       | Croutoy                       |         | 49° 23′ 08″ nord, 3° 02′ 30″ est | « PA00114671 » | Classé MH | 1920        | Église Notre-Dame de Croutoy                                       |
| Église Saint-Jean-Baptiste de Crouy-en-Thelle                      | Crouy-en-Thelle               |         | 49° 12′ 48″ nord, 2° 19′ 17″ est |                | |             | Église Saint-Jean-Baptiste de Crouy-en-Thelle                      |
| Église Saint-Nicolas de Crèvecœur-le-Grand                         | Crèvecœur-le-Grand            |         | 49° 36′ 30″ nord, 2° 04′ 37″ est | « PA00114670 » | Inscrit MH La nef | 1988        | Église Saint-Nicolas de Crèvecœur-le-Grand                         |
| Église Saint-Pierre de Crèvecœur-le-Petit                          | Crèvecœur-le-Petit            |         | 49° 34′ 36″ nord, 2° 30′ 12″ est |                | |             | Église Saint-Pierre de Crèvecœur-le-Petit                          |
| Église Saint-Denis de Crépy-en-Valois                              | Crépy-en-Valois               |         | 49° 14′ 19″ nord, 2° 53′ 05″ est | « PA00114658 » | Inscrit MH Eglise Saint-Denis (à l'exclusion du clocher moderne)                                                              | 1977        | Église Saint-Denis de Crépy-en-Valois                              |
| Église Saint-Martin de Bouillant                                   | Crépy-en-Valois               |         | 49° 14′ 11″ nord, 2° 54′ 16″ est | « PA00114657 » | Inscrit MH | 1951        | Église Saint-Martin de Bouillant                                   |
| Collégiale Saint-Thomas de Crépy-en-Valois                         | Crépy-en-Valois               |         | 49° 14′ 04″ nord, 2° 53′ 24″ est | « PA00114659 » | Classé MH | 1875        | Collégiale Saint-Thomas de Crépy-en-Valois                         |
| Église Bienheureuse-Mère-Teresa de Crépy-en-Valois                 | Crépy-en-Valois               |         | 49° 13′ 38″ nord, 2° 53′ 01″ est |                | |             | Image manquante Téléverser                                         |
| Église Saint-Martin de Cuignières                                  | Cuignières                    |         | 49° 27′ 10″ nord, 2° 28′ 23″ est |                | |             | Église Saint-Martin de Cuignières                                  |
| Église Saint-Brice-et-Saint-Leu de Cuigy-en-Bray                   | Cuigy-en-Bray                 |         | 49° 25′ 39″ nord, 1° 49′ 35″ est |                | |             | Église Saint-Brice-et-Saint-Leu de Cuigy-en-Bray                   |
| Église Saint-Martin de Cuise-la-Motte                              | Cuise-la-Motte                |         | 49° 23′ 08″ nord, 3° 00′ 39″ est | « PA00114673 » | Classé MH | 1913        | Église Saint-Martin de Cuise-la-Motte                              |
| Église Saint-Vincent-de-Paul de la Motte                           | Cuise-la-Motte                |         | 49° 24′ 14″ nord, 3° 00′ 19″ est |                | |             | Image manquante Téléverser                                         |
| Église de l'Assomption-de-Notre-Dame de Cuts                       | Cuts                          |         | 49° 31′ 51″ nord, 3° 05′ 56″ est | « IA00049383 » | |             | Église de l'Assomption-de-Notre-Dame de Cuts                       |
| Église Saint-Vaast de Cuvergnon                                    | Cuvergnon                     |         | 49° 10′ 25″ nord, 2° 59′ 19″ est |                | |             | Église Saint-Vaast de Cuvergnon                                    |
| Église Saint-Éloi de Cuvilly                                       | Cuvilly                       |         | 49° 33′ 13″ nord, 2° 41′ 36″ est |                | |             | Église Saint-Éloi de Cuvilly                                       |
| Église Notre-Dame-de-la-Nativité de Cuy                            | Cuy                           |         | 49° 35′ 02″ nord, 2° 54′ 12″ est |                | |             | Église Notre-Dame-de-la-Nativité de Cuy                            |
| Église Saint-Denis de Daméraucourt                                 | Daméraucourt                  |         | 49° 39′ 17″ nord, 1° 56′ 12″ est |                | |             | Église Saint-Denis de Daméraucourt                                 |
| Église Notre-Dame de Réderie                                       | Dargies                       |         | 49° 41′ 45″ nord, 1° 56′ 49″ est |                | |             | Église Notre-Dame de Réderie                                       |
| Église Sainte-Restitute de Dargies                                 | Dargies                       |         | 49° 42′ 04″ nord, 1° 59′ 45″ est |                | |             | Image manquante Téléverser                                         |
| Église Saint-Martin de Dargies                                     | Dargies                       |         | 49° 42′ 06″ nord, 1° 59′ 24″ est |                | |             | Image manquante Téléverser                                         |
| Église Saint-Léger de Delincourt                                   | Delincourt                    |         | 49° 14′ 47″ nord, 1° 49′ 51″ est | « PA00114674 » | Inscrit MH Eglise (à l'exception de la nef)                                                                                   | 1926        | Église Saint-Léger de Delincourt                                   |
| Église Notre-Dame-de-Septembre de Dieudonné                        | Dieudonné                     |         | 49° 13′ 44″ nord, 2° 14′ 35″ est |                | |             | Église Notre-Dame-de-Septembre de Dieudonné                        |
| Église Saint-Martin de Dives                                       | Dives                         |         | 49° 35′ 18″ nord, 2° 53′ 13″ est |                | |             | Église Saint-Martin de Dives                                       |
| Église Saint-Front de Domfront                                     | Domfront                      |         | 49° 36′ 10″ nord, 2° 33′ 23″ est |                | |             | Image manquante Téléverser                                         |
| Église Saint-Pierre de Dompierre                                   | Dompierre                     |         | 49° 35′ 37″ nord, 2° 32′ 12″ est |                | |             | Église Saint-Pierre de Dompierre                                   |
| Église Saint-Martin de Doméliers                                   | Doméliers                     |         | 49° 38′ 04″ nord, 2° 09′ 55″ est |                | |             | Église Saint-Martin de Doméliers                                   |
| Église Saint-Pierre de Duvy                                        | Duvy                          |         | 49° 14′ 07″ nord, 2° 51′ 32″ est | « PA00114675 » | Inscrit MH | 1954        | Église Saint-Pierre de Duvy                                        |
| Église Saint-Nicolas d'Ercuis                                      | Ercuis                        |         | 49° 14′ 05″ nord, 2° 18′ 18″ est |                | |             | Église Saint-Nicolas d'Ercuis                                      |
| Église Saint-Martin d'Ermenonville                                 | Ermenonville                  |         | 49° 07′ 33″ nord, 2° 41′ 53″ est | « PA00114679 » | Classé MH | 1911        | Église Saint-Martin d'Ermenonville                                 |
| Église Saint-Pierre d'Ernemont-Boutavent                           | Ernemont-Boutavent            |         | 49° 35′ 30″ nord, 1° 48′ 03″ est |                | |             | Image manquante Téléverser                                         |
| Église Notre-Dame d'Erquery                                        | Erquery                       |         | 49° 24′ 35″ nord, 2° 27′ 22″ est |                | |             | Église Notre-Dame d'Erquery                                        |
| Église Sainte-Madeleine d'Erquinvillers                            | Erquinvillers                 |         | 49° 27′ 28″ nord, 2° 28′ 34″ est |                | |             | Église Sainte-Madeleine d'Erquinvillers                            |
| Église Saint-Rémi d'Escames                                        | Escames                       |         | 49° 33′ 13″ nord, 1° 48′ 00″ est |                | |             | Image manquante Téléverser                                         |
| Église Saint-Remi d'Esches                                         | Esches                        |         | 49° 12′ 57″ nord, 2° 10′ 02″ est |                | |             | Église Saint-Remi d'Esches                                         |
| Église Saint-Pierre d'Escles-Saint-Pierre                          | Escles-Saint-Pierre           |         | 49° 44′ 30″ nord, 1° 48′ 15″ est |                | |             | Image manquante Téléverser                                         |
| Église Saint-Martin d'Espaubourg                                   | Espaubourg                    |         | 49° 25′ 16″ nord, 1° 52′ 01″ est |                | |             | Image manquante Téléverser                                         |
| Église Saint-Pierre d'Esquennoy                                    | Esquennoy                     |         | 49° 39′ 31″ nord, 2° 16′ 06″ est |                | |             | Église Saint-Pierre d'Esquennoy                                    |
| Église Saint-Martin d'Essuiles                                     | Essuiles                      |         | 49° 28′ 47″ nord, 2° 17′ 40″ est |                | |             | Église Saint-Martin d'Essuiles                                     |
| Église Saint-Jacques de Saint-Rimault                              | Essuiles                      |         | 49° 28′ 35″ nord, 2° 16′ 23″ est |                | |             | Église Saint-Jacques de Saint-Rimault                              |
| Église Saint-Denis d'Estrées-Saint-Denis                           | Estrées-Saint-Denis           |         | 49° 25′ 33″ nord, 2° 38′ 44″ est |                | |             | Église Saint-Denis d'Estrées-Saint-Denis                           |
| Église Saint-Vaast de Fay-les-Étangs                               | Fay-les-Étangs                |         | 49° 14′ 38″ nord, 1° 56′ 08″ est |                | |             | Église Saint-Vaast de Fay-les-Étangs                               |
| Église Notre-Dame de Morcourt                                      | Feigneux                      |         | 49° 16′ 10″ nord, 2° 54′ 00″ est | « PA00114684 » | Inscrit MH | 1927        | Église Notre-Dame de Morcourt                                      |
| Église Saint-Martin de Feigneux                                    | Feigneux                      |         | 49° 15′ 35″ nord, 2° 55′ 53″ est |                | |             | Église Saint-Martin de Feigneux                                    |
| Église Notre-Dame de Ferrières                                     | Ferrières                     |         | 49° 35′ 23″ nord, 2° 31′ 07″ est |                | |             | Église Notre-Dame de Ferrières                                     |
| Église Notre-Dame de Feuquières                                    | Feuquières                    |         | 49° 38′ 50″ nord, 1° 50′ 40″ est |                | |             | Église Notre-Dame de Feuquières                                    |
| Église Saint-Pierre-et-Saint-Paul de Fitz-James                    | Fitz-James                    |         | 49° 23′ 20″ nord, 2° 25′ 59″ est | « PA00114686 » | Inscrit MH | 1951        | Église Saint-Pierre-et-Saint-Paul de Fitz-James                    |
| Église Saint-Clair de Flavacourt                                   | Flavacourt                    |         | 49° 20′ 07″ nord, 1° 49′ 11″ est | « PA00114687 » | Classé MH | 1931        | Église Saint-Clair de Flavacourt                                   |
| Église Saint-Géréon de Flavy-le-Meldeux                            | Flavy-le-Meldeux              |         | 49° 41′ 02″ nord, 3° 02′ 39″ est |                | |             | Église Saint-Géréon de Flavy-le-Meldeux                            |
| Église Saint-Jacques-Saint-Gilles de Fleurines                     | Fleurines                     |         | 49° 15′ 34″ nord, 2° 35′ 03″ est | « PA00114688 » | Inscrit MH | 1978        | Église Saint-Jacques-Saint-Gilles de Fleurines                     |
| Église Saint-Marcel de Fleury                                      | Fleury                        |         | 49° 14′ 29″ nord, 1° 58′ 09″ est | « PA00125662 » | Inscrit MH | 1993        | Église Saint-Marcel de Fleury                                      |
| Église Saint-Fuscien de Fléchy                                     | Fléchy                        |         | 49° 39′ 32″ nord, 2° 13′ 47″ est |                | |             | Église Saint-Fuscien de Fléchy                                     |
| Église Saint-Cyr-et-Sainte-Julitte de Fontaine-Bonneleau           | Fontaine-Bonneleau            |         | 49° 39′ 42″ nord, 2° 08′ 55″ est |                | |             | Église Saint-Cyr-et-Sainte-Julitte de Fontaine-Bonneleau           |
| Église Saint-Georges de Bonneleau                                  | Fontaine-Bonneleau            |         | 49° 40′ 40″ nord, 2° 09′ 34″ est |                | |             | Image manquante Téléverser                                         |
| Église Saint-Saturnin de Fontaine-Chaalis                          | Fontaine-Chaalis              |         | 49° 10′ 19″ nord, 2° 41′ 02″ est |                | |             | Église Saint-Saturnin de Fontaine-Chaalis                          |
| Église abbatiale de Fontaine-Chaalis                               | Fontaine-Chaalis              |         | 49° 08′ 51″ nord, 2° 41′ 12″ est |                | |             | Église abbatiale de Fontaine-Chaalis                               |
| Église Saint-Jean-Baptiste de Fontaine-Lavaganne                   | Fontaine-Lavaganne            |         | 49° 35′ 47″ nord, 1° 57′ 07″ est |                | |             | Église Saint-Jean-Baptiste de Fontaine-Lavaganne                   |
| Église Saint-Lucien de Fontaine-Saint-Lucien                       | Fontaine-Saint-Lucien         |         | 49° 30′ 08″ nord, 2° 08′ 59″ est |                | |             | Église Saint-Lucien de Fontaine-Saint-Lucien                       |
| Église Notre-Dame de Fontenay-Torcy                                | Fontenay-Torcy                |         | 49° 34′ 07″ nord, 1° 46′ 06″ est | « PA00114693 » | Classé MH | 1930        | Église Notre-Dame de Fontenay-Torcy                                |
| Église Notre-Dame de Formerie                                      | Formerie                      |         | 49° 39′ 03″ nord, 1° 43′ 30″ est |                | |             | Église Notre-Dame de Formerie                                      |
| Église Saint-Vincent de Boutavent                                  | Formerie                      |         | 49° 38′ 37″ nord, 1° 45′ 21″ est |                | |             | Image manquante Téléverser                                         |
| Église Saint-Nicolas de Fouilleuse                                 | Fouilleuse                    |         | 49° 25′ 33″ nord, 2° 32′ 07″ est |                | |             | Image manquante Téléverser                                         |
| Église Notre-Dame-de-l'Assomption de Fouilloy                      | Fouilloy                      |         | 49° 44′ 03″ nord, 1° 49′ 31″ est |                | |             | Église Notre-Dame-de-l'Assomption de Fouilloy                      |
| Église Saint-Denis de Foulangues                                   | Foulangues                    |         | 49° 16′ 33″ nord, 2° 18′ 55″ est | « PA00114694 » | Classé MH | 1906        | Église Saint-Denis de Foulangues                                   |
| Église Saint-Lucien de Montmille                                   | Fouquenies                    |         | 49° 27′ 59″ nord, 2° 02′ 27″ est | « PA00114695 » | Classé MH La crypte et le mur pignon de la nef                                                                                | 1913        | Église Saint-Lucien de Montmille                                   |
| Église Saint-Lucien de Montmille                                   | Fouquenies                    |         | 49° 27′ 59″ nord, 2° 02′ 27″ est | « PA00114695 » | Classé MH La crypte et le mur pignon de la nef                                                                                | 1913        | Église Saint-Lucien de Montmille                                   |
| Église Saint-Nicolas de Fouquerolles                               | Fouquerolles                  |         | 49° 27′ 20″ nord, 2° 12′ 51″ est |                | |             | Église Saint-Nicolas de Fouquerolles                               |
| Église Notre-Dame de Fournival                                     | Fournival                     |         | 49° 28′ 00″ nord, 2° 23′ 00″ est |                | |             | Église Notre-Dame de Fournival                                     |
| Église Notre-Dame-de-la-Nativité de Francastel                     | Francastel                    |         | 49° 35′ 22″ nord, 2° 08′ 53″ est |                | |             | Église Notre-Dame-de-la-Nativité de Francastel                     |
| Église Saint-Michel de Francières                                  | Francières                    |         | 49° 27′ 01″ nord, 2° 40′ 32″ est |                | |             | Image manquante Téléverser                                         |
| Église Notre-Dame-de-l'Assomption de Fresne-Léguillon              | Fresne-Léguillon              |         | 49° 15′ 17″ nord, 1° 59′ 01″ est | « PA00114697 » | Inscrit MH | 1927        | Église Notre-Dame-de-l'Assomption de Fresne-Léguillon              |
| Église de la Vierge de Fresnières                                  | Fresnières                    |         | 49° 37′ 12″ nord, 2° 48′ 41″ est |                | |             | Image manquante Téléverser                                         |
| Église Saint-Nicolas de Fresnoy-en-Thelle                          | Fresnoy-en-Thelle             |         | 49° 12′ 05″ nord, 2° 16′ 15″ est |                | |             | Église Saint-Nicolas de Fresnoy-en-Thelle                          |
| Église Notre-Dame de Pondron                                       | Fresnoy-la-Rivière            |         | 49° 16′ 43″ nord, 2° 56′ 40″ est | « PA00114699 » | Classé MH | 1920        | Église Notre-Dame de Pondron                                       |
| Église Saint-Denis de Fresnoy-la-Rivière                           | Fresnoy-la-Rivière            |         | 49° 16′ 58″ nord, 2° 54′ 59″ est | « PA00114698 » | Classé MH | 1920        | Église Saint-Denis de Fresnoy-la-Rivière                           |
| Église Saint-Martin de Fresnoy                                     | Fresnoy-le-Luat               |         | 49° 12′ 37″ nord, 2° 46′ 09″ est | « PA00114700 » | Inscrit MH Clocher | 1928        | Église Saint-Martin de Fresnoy                                     |
| Église Saint-Jean-l'Évangéliste du Luat                            | Fresnoy-le-Luat               |         | 49° 12′ 48″ nord, 2° 46′ 50″ est | « PA00114701 » | Inscrit MH | 1928        | Église Saint-Jean-l'Évangéliste du Luat                            |
| Église Saint-Maurice de Ducy                                       | Fresnoy-le-Luat               |         | 49° 12′ 43″ nord, 2° 44′ 42″ est |                | |             | Église Saint-Maurice de Ducy                                       |
| Église Saint-Fuscien de Frocourt                                   | Frocourt                      |         | 49° 23′ 03″ nord, 2° 05′ 24″ est | « PA60000018 » | Inscrit MH | 1998        | Église Saint-Fuscien de Frocourt                                   |
| Église Notre-Dame-de-l'Assomption de Froissy                       | Froissy                       |         | 49° 33′ 53″ nord, 2° 12′ 51″ est |                | |             | Église Notre-Dame-de-l'Assomption de Froissy                       |
| Église de la Vierge-Sainte-Marie de Fréniches                      | Fréniches                     |         | 49° 40′ 14″ nord, 3° 00′ 13″ est |                | |             | Image manquante Téléverser                                         |
| Église Notre-Dame de Frétoy-le-Château                             | Frétoy-le-Château             |         | 49° 39′ 33″ nord, 2° 58′ 53″ est |                | |             | Église Notre-Dame de Frétoy-le-Château                             |
| Église Saint-Denis de Gannes                                       | Gannes                        |         | 49° 34′ 07″ nord, 2° 25′ 18″ est |                | |             | Église Saint-Denis de Gannes                                       |
| Église Notre-Dame-de-la-Nativité de Gaudechart                     | Gaudechart                    |         | 49° 36′ 56″ nord, 1° 57′ 46″ est |                | |             | Église Notre-Dame-de-la-Nativité de Gaudechart                     |
| Église Saint-Clément de Genvry                                     | Genvry                        |         | 49° 36′ 43″ nord, 2° 59′ 28″ est | « IA00049394 » | |             | Image manquante Téléverser                                         |
| Collégiale Saint-Pierre de Gerberoy                                | Gerberoy                      |         | 49° 32′ 02″ nord, 1° 50′ 57″ est | « PA00114702 » | Inscrit MH | 1984        | Collégiale Saint-Pierre de Gerberoy                                |
| Église Saint-Martin de Gilocourt                                   | Gilocourt                     |         | 49° 17′ 33″ nord, 2° 52′ 57″ est | « PA00114703 » | Inscrit MH | 1948        | Église Saint-Martin de Gilocourt                                   |
| Église Saint-Bénigne de Giraumont                                  | Giraumont                     |         | 49° 28′ 10″ nord, 2° 48′ 56″ est |                | |             | Image manquante Téléverser                                         |
| Église Sainte-Marguerite de Glaignes                               | Glaignes                      |         | 49° 16′ 10″ nord, 2° 50′ 51″ est | « PA00114704 » | Classé MH | 1913        | Église Sainte-Marguerite de Glaignes                               |
| Église Saint-Nicolas de Glatigny                                   | Glatigny                      |         | 49° 29′ 49″ nord, 1° 53′ 40″ est |                | |             | Église Saint-Nicolas de Glatigny                                   |
| Église Saint-Lucien de Godenvillers                                | Godenvillers                  |         | 49° 35′ 24″ nord, 2° 33′ 11″ est |                | |             | Église Saint-Lucien de Godenvillers                                |
| Église Saint-Lubin de Goincourt                                    | Goincourt                     |         | 49° 25′ 31″ nord, 2° 02′ 16″ est |                | |             | Église Saint-Lubin de Goincourt                                    |
| Église Saint-Rémi de Golancourt                                    | Golancourt                    |         | 49° 42′ 24″ nord, 3° 04′ 13″ est |                | |             | Église Saint-Rémi de Golancourt                                    |
| Église Saint-Martin de Gondreville                                 | Gondreville                   |         | 49° 12′ 59″ nord, 2° 57′ 15″ est |                | |             | Église Saint-Martin de Gondreville                                 |
| Église Saint-Valéry de Gourchelles                                 | Gourchelles                   |         | 49° 43′ 33″ nord, 1° 46′ 33″ est |                | |             | Église Saint-Valéry de Gourchelles                                 |
| Église Notre-Dame de Gournay-sur-Aronde                            | Gournay-sur-Aronde            |         | 49° 29′ 27″ nord, 2° 40′ 24″ est |                | |             | Image manquante Téléverser                                         |
| Église Sainte-Geneviève de Gouvieux                                | Gouvieux                      |         | 49° 11′ 23″ nord, 2° 24′ 56″ est | « PA00114706 » | Inscrit MH | 1988        | Église Sainte-Geneviève de Gouvieux                                |
| Église Saint-Léger de Gouy-les-Groseillers                         | Gouy-les-Groseillers          |         | 49° 41′ 37″ nord, 2° 12′ 59″ est |                | |             | Image manquante Téléverser                                         |
| Église de la Trinité de Grandfresnoy                               | Grandfresnoy                  |         | 49° 22′ 10″ nord, 2° 39′ 17″ est |                | |             | Église de la Trinité de Grandfresnoy                               |
| Église Saint-Médard de Grandrû                                     | Grandrû                       |         | 49° 36′ 18″ nord, 2° 05′ 08″ est | « PA00114707 » | Classé MH | 1920        | Église Saint-Médard de Grandrû                                     |
| Église Saint-Eutrope de Grandvillers-aux-Bois                      | Grandvillers-aux-Bois         |         | 49° 27′ 17″ nord, 2° 36′ 15″ est |                | |             | Église Saint-Eutrope de Grandvillers-aux-Bois                      |
| Église Saint-Lucien de Beaupuits                                   | Grandvillers-aux-Bois         |         | 49° 28′ 15″ nord, 2° 36′ 27″ est |                | |             | Image manquante Téléverser                                         |
| Église Saint-Gilles de Grandvilliers                               | Grandvilliers                 |         | 49° 39′ 55″ nord, 2° 56′ 26″ est | « PA00114708 » | Inscrit MH | 1927        | Église Saint-Gilles de Grandvilliers                               |
| Église Saint-Jean-Baptiste de Grez                                 | Grez                          |         | 49° 38′ 07″ nord, 1° 58′ 34″ est |                | |             | Image manquante Téléverser                                         |
| Église Saint-Rémi de Grémévillers                                  | Grémévillers                  |         | 49° 33′ 54″ nord, 1° 53′ 42″ est |                | |             | Église Saint-Rémi de Grémévillers                                  |
| Église Saint-Aubin de Guignecourt                                  | Guignecourt                   |         | 49° 28′ 57″ nord, 2° 07′ 48″ est | « PA60000007 » | Classé MH | 2012        | Église Saint-Aubin de Guignecourt                                  |
| Église Saint-Quentin de Guiscard                                   | Guiscard                      |         | 49° 39′ 23″ nord, 3° 02′ 54″ est |                | |             | Église Saint-Quentin de Guiscard                                   |
| Église Saint-Denis de Gury                                         | Gury                          |         | 49° 34′ 09″ nord, 2° 48′ 04″ est |                | |             | Église Saint-Denis de Gury                                         |
| Église Saint-Martin d'Hadancourt-le-Haut-Clocher                   | Hadancourt-le-Haut-Clocher    |         | 49° 11′ 04″ nord, 1° 51′ 27″ est | « PA00114709 » | Classé MH | 1922        | Église Saint-Martin d'Hadancourt-le-Haut-Clocher                   |
| Église Saint-Firmin d'Hainvillers                                  | Hainvillers                   |         | 49° 35′ 33″ nord, 2° 41′ 04″ est |                | |             | Église Saint-Firmin d'Hainvillers                                  |
| Église Saint-Louis d'Halloy                                        | Halloy                        |         | 49° 39′ 21″ nord, 1° 56′ 03″ est |                | |             | Image manquante Téléverser                                         |
| Église Saint-Sulpice d'Hannaches                                   | Hannaches                     |         | 49° 29′ 54″ nord, 1° 48′ 28″ est |                | |             | Église Saint-Sulpice d'Hannaches                                   |
| Église Saint-Georges d'Hanvoile                                    | Hanvoile                      |         | 49° 30′ 37″ nord, 1° 52′ 54″ est |                | |             | Église Saint-Georges d'Hanvoile                                    |
| Église Saint-Pierre-et-Saint-Paul d'Hardivillers                   | Hardivillers                  |         | 49° 36′ 57″ nord, 2° 13′ 19″ est |                | |             | Église Saint-Pierre-et-Saint-Paul d'Hardivillers                   |
| Église Saint-Vaast d'Haucourt                                      | Haucourt                      |         | 49° 30′ 45″ nord, 1° 56′ 13″ est |                | |             | Église Saint-Vaast d'Haucourt                                      |
| Église Saint-Martin d'Haudivillers                                 | Haudivillers                  |         | 49° 29′ 13″ nord, 2° 14′ 40″ est |                | |             | Église Saint-Martin d'Haudivillers                                 |
| Église Saint-Jean-le-Baptiste d'Hautbos                            | Hautbos                       |         | 49° 37′ 41″ nord, 1° 52′ 12″ est |                | |             | Image manquante Téléverser                                         |
| Église Saint-Mathurin d'Haute-Épine                                | Haute-Épine                   |         | 49° 35′ 00″ nord, 2° 00′ 43″ est |                | |             | Église Saint-Mathurin d'Haute-Épine                                |
| Église Saint-Siméon d'Hautefontaine                                | Hautefontaine                 |         | 49° 21′ 55″ nord, 3° 03′ 50″ est | « PA00114711 » | Classé MH | 1920        | Église Saint-Siméon d'Hautefontaine                                |
| Église Saint-Siméon d'Hautefontaine                                | Hautefontaine                 |         | 49° 21′ 55″ nord, 3° 03′ 50″ est | « PA00114711 » | Classé MH | 1920        | Église Saint-Siméon d'Hautefontaine                                |
| Église Saint-Martin de Heilles                                     | Heilles                       |         | 49° 20′ 05″ nord, 2° 16′ 09″ est | « PA00125663 » | Inscrit MH | 1993        | Église Saint-Martin de Heilles                                     |
| Église Saint-Martin d'Herchies                                     | Herchies                      |         | 49° 29′ 14″ nord, 2° 00′ 34″ est |                | |             | Église Saint-Martin d'Herchies                                     |
| Église Saint-Vincent d'Hermes                                      | Hermes                        |         | 49° 21′ 22″ nord, 2° 14′ 43″ est | « PA00114715 » | Inscrit MH | 1927        | Église Saint-Vincent d'Hermes                                      |
| Église Saint-Denis d'Hodenc-en-Bray                                | Hodenc-en-Bray                |         | 49° 27′ 59″ nord, 1° 53′ 55″ est | « PA00114716 » | Classé MH | 1995        | Église Saint-Denis d'Hodenc-en-Bray                                |
| Église Saint-Pierre d'Hodenc-l'Évêque                              | Hodenc-l'Évêque               |         | 49° 20′ 20″ nord, 2° 09′ 06″ est |                | |             | Église Saint-Pierre d'Hodenc-l'Évêque                              |
| Église Saint-Aignan d'Hondainville                                 | Hondainville                  |         | 49° 20′ 25″ nord, 2° 17′ 58″ est | « PA00114717 » | Inscrit MH | 1980        | Église Saint-Aignan d'Hondainville                                 |
| Église Saint-Georges d'Houdancourt                                 | Houdancourt                   |         | 49° 20′ 34″ nord, 2° 38′ 28″ est |                | |             | Église Saint-Georges d'Houdancourt                                 |
| Église Saint-Martin d'Hécourt                                      | Hécourt                       |         | 49° 31′ 13″ nord, 1° 45′ 35″ est |                | |             | Église Saint-Martin d'Hécourt                                      |
| Église Saint-Martin d'Hémévillers                                  | Hémévillers                   |         | 49° 27′ 50″ nord, 2° 40′ 22″ est |                | |             | Église Saint-Martin d'Hémévillers                                  |
| Église de la Sainte-Trinité d'Hénonville                           | Hénonville                    |         | 49° 12′ 29″ nord, 2° 02′ 37″ est |                | |             | Église de la Sainte-Trinité d'Hénonville                           |
| Église Saint-Martin d'Héricourt-sur-Thérain                        | Héricourt-sur-Thérain         |         | 49° 34′ 55″ nord, 1° 45′ 36″ est |                | |             | Église Saint-Martin d'Héricourt-sur-Thérain                        |
| Église Saint-Jean-Baptiste d'Hétomesnil                            | Hétomesnil                    |         | 49° 37′ 36″ nord, 2° 02′ 00″ est |                | |             | Église Saint-Jean-Baptiste d'Hétomesnil                            |
| Église Saint-Étienne d'Ivors                                       | Ivors                         |         | 49° 12′ 03″ nord, 3° 00′ 53″ est |                | |             | Église Saint-Étienne d'Ivors                                       |
| Église Saint-Martin d'Ivry-le-Temple                               | Ivry-le-Temple                |         | 49° 13′ 38″ nord, 2° 01′ 44″ est |                | |             | Église Saint-Martin d'Ivry-le-Temple                               |
| Église Saint-Martin de Jaméricourt                                 | Jaméricourt                   |         | 49° 18′ 19″ nord, 1° 52′ 51″ est |                | |             | Église Saint-Martin de Jaméricourt                                 |
| Église Saint-Nicolas de Janville                                   | Janville                      |         | 49° 27′ 18″ nord, 2° 51′ 33″ est |                | |             | Église Saint-Nicolas de Janville                                   |
| Église Saint-Martin de Jaulzy                                      | Jaulzy                        |         | 49° 23′ 35″ nord, 3° 03′ 41″ est | « PA00114719 » | Classé MH | 1920        | Image manquante Téléverser                                         |
| Église Saint-Pierre de Jaux                                        | Jaux                          |         | 49° 23′ 16″ nord, 2° 46′ 36″ est | « PA00114720 » | Classé MH | 1921        | Église Saint-Pierre de Jaux                                        |
| Église Saint-Nicolas de Jonquières                                 | Jonquières                    |         | 49° 23′ 23″ nord, 2° 43′ 43″ est | « PA00114721 » | Classé MH | 1920        | Église Saint-Nicolas de Jonquières                                 |
| Église Saint-Pierre-et-Saint-Paul de Jouy-sous-Thelle              | Jouy-sous-Thelle              |         | 49° 19′ 04″ nord, 1° 58′ 17″ est | « PA00114722 » | Classé MH | 1921        | Église Saint-Pierre-et-Saint-Paul de Jouy-sous-Thelle              |
| Église Notre-Dame-de-l'Assomption de Juvignies                     | Juvignies                     |         | 49° 31′ 11″ nord, 2° 05′ 10″ est |                | |             | Église Notre-Dame-de-l'Assomption de Juvignies                     |
| Église de la Trinité de La Chapelle-en-Serval                      | La Chapelle-en-Serval         |         | 49° 07′ 40″ nord, 2° 32′ 11″ est | « PA00114583 » | Inscrit MH | 1949        | Église de la Trinité de La Chapelle-en-Serval                      |
| Église Notre-Dame de la Nativité de Boissy-le-Bois                 | La Corne-en-Vexin             |         | 49° 16′ 44″ nord, 1° 56′ 27″ est | « PA60000044 » | Inscrit MH | 2002        | Église Notre-Dame de la Nativité de Boissy-le-Bois                 |
| Église Saint-Germain d'Hardivillers-en-Vexin                       | La Corne-en-Vexin             |         | 49° 18′ 19″ nord, 1° 56′ 24″ est |                | |             | Église Saint-Germain d'Hardivillers-en-Vexin                       |
| Église Saint-Jean-Baptiste d'Énencourt-le-Sec                      | La Corne-en-Vexin             |         | 49° 17′ 51″ nord, 1° 55′ 29″ est |                | |             | Église Saint-Jean-Baptiste d'Énencourt-le-Sec                      |
| Église Saint-Jean-Baptiste d'Énencourt-le-Sec                      | La Corne-en-Vexin             |         | 49° 17′ 51″ nord, 1° 55′ 29″ est |                | |             | Église Saint-Jean-Baptiste d'Énencourt-le-Sec                      |
| Église Notre-Dame de Ressons-l'Abbaye                              | La Drenne                     |         | 49° 18′ 04″ nord, 2° 05′ 28″ est | « PA00132915 » | Inscrit MH | 1994        | Église Notre-Dame de Ressons-l'Abbaye                              |
| Église Saint-Nicolas de La Neuville-d'Aumont                       | La Drenne                     |         | 49° 24′ 41″ nord, 2° 06′ 13″ est | « PA00114776 » | Inscrit MH | 1970        | Église Saint-Nicolas de La Neuville-d'Aumont                       |
| Église Saint-Jean-le-Baptiste de La Drenne                         | La Drenne                     |         | 49° 17′ 50″ nord, 2° 06′ 32″ est |                | |             | Image manquante Téléverser                                         |
| Église Saint-Christophe de La Houssoye                             | La Houssoye                   |         | 49° 21′ 18″ nord, 1° 56′ 35″ est |                | |             | Église Saint-Christophe de La Houssoye                             |
| Église Saint-Nicolas de La Hérelle                                 | La Hérelle                    |         | 49° 35′ 27″ nord, 2° 24′ 55″ est |                | |             | Église Saint-Nicolas de La Hérelle                                 |
| Église Saint-Médard de La Neuville-Roy                             | La Neuville-Roy               |         | 49° 28′ 54″ nord, 2° 34′ 39″ est | « PA00114779 » | Inscrit MH | 1949        | Église Saint-Médard de La Neuville-Roy                             |
| Église Saint-Louis de La Neuville-Saint-Pierre                     | La Neuville-Saint-Pierre      |         | 49° 31′ 40″ nord, 2° 12′ 19″ est |                | |             | Image manquante Téléverser                                         |
| Église Saint-Thomas-de-Cantorbéry de La Neuville-Vault             | La Neuville-Vault             |         | 49° 29′ 12″ nord, 1° 57′ 06″ est |                | |             | Église Saint-Thomas-de-Cantorbéry de La Neuville-Vault             |
| Église Notre-Dame de la Nativité de La Neuville-en-Hez             | La Neuville-en-Hez            |         | 49° 24′ 14″ nord, 2° 19′ 35″ est | « PA00114778 » | Inscrit MH | 1927        | Église Notre-Dame de la Nativité de La Neuville-en-Hez             |
| Église Saint-Michel de La Neuville-sur-Oudeuil                     | La Neuville-sur-Oudeuil       |         | 49° 34′ 25″ nord, 2° 00′ 26″ est |                | |             | Image manquante Téléverser                                         |
| Église Saint-Léonard de La Neuville-sur-Ressons                    | La Neuville-sur-Ressons       |         | 49° 32′ 27″ nord, 2° 44′ 47″ est |                | |             | Église Saint-Léonard de La Neuville-sur-Ressons                    |
| Église Saint-Lucien de La Rue-Saint-Pierre                         | La Rue-Saint-Pierre           |         | 49° 24′ 34″ nord, 2° 18′ 12″ est | « PA00114846 » | Classé MH | 1943        | Église Saint-Lucien de La Rue-Saint-Pierre                         |
| Église Saint-Laurent de La Villeneuve-sous-Thury                   | La Villeneuve-sous-Thury      |         | 49° 09′ 20″ nord, 3° 03′ 45″ est |                | |             | Église Saint-Laurent de La Villeneuve-sous-Thury                   |
| Église Saint-Médard de Laberlière                                  | Laberlière                    |         | 49° 34′ 53″ nord, 2° 45′ 52″ est |                | |             | Église Saint-Médard de Laberlière                                  |
| Église Saint-Denis de Laboissière-en-Thelle                        | Laboissière-en-Thelle         |         | 49° 17′ 17″ nord, 2° 09′ 28″ est |                | |             | Église Saint-Denis de Laboissière-en-Thelle                        |
| Église Saint-Barthélemy de Labosse                                 | Labosse                       |         | 49° 20′ 51″ nord, 1° 54′ 04″ est |                | |             | Église Saint-Barthélemy de Labosse                                 |
| Église Saint-Pierre-et-Saint-Paul de Labruyère                     | Labruyère                     |         | 49° 21′ 06″ nord, 2° 30′ 31″ est |                | |             | Église Saint-Pierre-et-Saint-Paul de Labruyère                     |
| Église Saint-Pierre de Lachapelle-Saint-Pierre                     | Lachapelle-Saint-Pierre       |         | 49° 16′ 05″ nord, 2° 14′ 00″ est |                | |             | Église Saint-Pierre de Lachapelle-Saint-Pierre                     |
| Église de la Trinité de Lachapelle-aux-Pots                        | Lachapelle-aux-Pots           |         | 49° 26′ 59″ nord, 1° 54′ 07″ est |                | |             | Église de la Trinité de Lachapelle-aux-Pots                        |
| Église Notre-Dame de Lachapelle-sous-Gerberoy                      | Lachapelle-sous-Gerberoy      |         | 49° 32′ 14″ nord, 1° 52′ 04″ est | « PA60000082 » | Inscrit MH | 2011        | Église Notre-Dame de Lachapelle-sous-Gerberoy                      |
| Église Sainte-Restitude-et-Saint-Leu de Lachaussée-du-Bois-d'Écu   | Lachaussée-du-Bois-d'Écu      |         | 49° 33′ 33″ nord, 2° 10′ 25″ est |                | |             | Image manquante Téléverser                                         |
| Église Notre-Dame de Lachelle                                      | Lachelle                      |         | 49° 26′ 42″ nord, 2° 43′ 58″ est | « PA00114723 » | Inscrit MH | 1949        | Église Notre-Dame de Lachelle                                      |
| Église Saint-Ouen de Lacroix-Saint-Ouen                            | Lacroix-Saint-Ouen            |         | 49° 21′ 18″ nord, 2° 47′ 03″ est |                | |             | Église Saint-Ouen de Lacroix-Saint-Ouen                            |
| Église Saint-Nicolas de Lafraye                                    | Lafraye                       |         | 49° 29′ 40″ nord, 2° 12′ 40″ est |                | |             | Église Saint-Nicolas de Lafraye                                    |
| Église Saint-Médard de Lagny                                       | Lagny                         |         | 49° 36′ 55″ nord, 2° 55′ 06″ est |                | |             | Église Saint-Médard de Lagny                                       |
| Église Saint-Pierre-Saint-Paul de Lagny-le-Sec                     | Lagny-le-Sec                  |         | 49° 05′ 14″ nord, 2° 44′ 42″ est |                | |             | Église Saint-Pierre-Saint-Paul de Lagny-le-Sec                     |
| Église Saint-Remi de Laigneville                                   | Laigneville                   |         | 49° 17′ 15″ nord, 2° 26′ 41″ est | « PA00114725 » | Classé MH | 1911        | Église Saint-Remi de Laigneville                                   |
| Église Notre-Dame-de-l'Assomption de Lalande-en-Son                | Lalande-en-Son                |         | 49° 23′ 34″ nord, 1° 46′ 53″ est |                | |             | Église Notre-Dame-de-l'Assomption de Lalande-en-Son                |
| Église Saint-Jean-Baptiste de Lalandelle                           | Lalandelle                    |         | 49° 23′ 58″ nord, 1° 52′ 27″ est |                | |             | Église Saint-Jean-Baptiste de Lalandelle                           |
| Église Saint-Nicolas de Lamorlaye                                  | Lamorlaye                     |         | 49° 09′ 03″ nord, 2° 26′ 23″ est |                | |             | Église Saint-Nicolas de Lamorlaye                                  |
| Église Saint-Martin de Lamécourt                                   | Lamécourt                     |         | 49° 25′ 50″ nord, 2° 28′ 05″ est |                | |             | Église Saint-Martin de Lamécourt                                   |
| Église Notre-Dame-de-l'Assomption de Lannoy-Cuillère               | Lannoy-Cuillère               |         | 49° 42′ 13″ nord, 1° 44′ 33″ est |                | |             | Église Notre-Dame-de-l'Assomption de Lannoy-Cuillère               |
| Ancienne église Saint-Pierre de Frettencourt                       | Lannoy-Cuillère               |         | 49° 42′ 00″ nord, 1° 43′ 53″ est |                | |             | Image manquante Téléverser                                         |
| Église Saint-Pierre-ès-Liens de Larbroye                           | Larbroye                      |         | 49° 34′ 27″ nord, 2° 57′ 50″ est | « IA00049412 » | |             | Église Saint-Pierre-ès-Liens de Larbroye                           |
| Église Saint-Crépin-et-Saint-Crépinien de Lassigny                 | Lassigny                      |         | 49° 35′ 14″ nord, 2° 50′ 27″ est |                | |             | Église Saint-Crépin-et-Saint-Crépinien de Lassigny                 |
| Église Saint-Blaise de Lataule                                     | Lataule                       |         | 49° 32′ 17″ nord, 2° 40′ 43″ est |                | |             | Image manquante Téléverser                                         |
| Église Saint-Germain de Lattainville                               | Lattainville                  |         | 49° 14′ 34″ nord, 1° 48′ 50″ est |                | |             | Église Saint-Germain de Lattainville                               |
| Église Saint-Firmin de Lavacquerie                                 | Lavacquerie                   |         | 49° 40′ 52″ nord, 2° 05′ 29″ est |                | |             | Image manquante Téléverser                                         |
| Église Saint-Pierre de Laverrière                                  | Laverrière                    |         | 49° 41′ 16″ nord, 2° 00′ 32″ est |                | |             | Église Saint-Pierre de Laverrière                                  |
| Église Saint-Martin de Laversines                                  | Laversines                    |         | 49° 25′ 37″ nord, 2° 11′ 38″ est |                | |             | Église Saint-Martin de Laversines                                  |
| Église Notre-Dame-de-la-Nativité de Lavilletertre                  | Lavilletertre                 |         | 49° 11′ 43″ nord, 1° 55′ 42″ est | « PA00114727 » | Classé MH | 1862        | Église Notre-Dame-de-la-Nativité de Lavilletertre                  |
| Église Notre-Dame-de-la-Nativité du Coudray-Saint-Germer           | Le Coudray-Saint-Germer       |         | 49° 24′ 42″ nord, 1° 50′ 16″ est |                | |             | Église Notre-Dame-de-la-Nativité du Coudray-Saint-Germer           |
| Église Saint-Mathurin du Coudray-sur-Thelle                        | Le Coudray-sur-Thelle         |         | 49° 18′ 23″ nord, 2° 07′ 19″ est |                | |             | Église Saint-Mathurin du Coudray-sur-Thelle                        |
| Église Saint-Louis du Crocq                                        | Le Crocq                      |         | 49° 37′ 33″ nord, 2° 10′ 50″ est |                | |             | Église Saint-Louis du Crocq                                        |
| Église Saint-Laurent du Fay-Saint-Quentin                          | Le Fay-Saint-Quentin          |         | 49° 27′ 09″ nord, 2° 15′ 09″ est | « PA00114682 » | Inscrit MH | 1926        | Église Saint-Laurent du Fay-Saint-Quentin                          |
| Église de la Nativité-de-Notre-Dame du Fayel                       | Le Fayel                      |         | 49° 22′ 16″ nord, 2° 41′ 52″ est |                | |             | Église de la Nativité-de-Notre-Dame du Fayel                       |
| Église Saint-Léger du Frestoy-Vaux                                 | Le Frestoy-Vaux               |         | 49° 35′ 54″ nord, 2° 36′ 15″ est |                | |             | Église Saint-Léger du Frestoy-Vaux                                 |
| Église Saint-Jacques du Gallet                                     | Le Gallet                     |         | 49° 37′ 36″ nord, 2° 06′ 23″ est |                | |             | Église Saint-Jacques du Gallet                                     |
| Église Notre-Dame du Hamel                                         | Le Hamel                      |         | 49° 38′ 55″ nord, 2° 59′ 27″ est | « PA60000031 » | Classé MH | 2007        | Église Notre-Dame du Hamel                                         |
| Église Saint-Éloi du Mesnil-Conteville                             | Le Mesnil-Conteville          |         | 49° 40′ 07″ nord, 2° 03′ 32″ est |                | |             | Image manquante Téléverser                                         |
| Église Saint-Firmin du Mesnil-Saint-Firmin                         | Le Mesnil-Saint-Firmin        |         | 49° 37′ 42″ nord, 2° 24′ 38″ est |                | |             | Église Saint-Firmin du Mesnil-Saint-Firmin                         |
| Église Saint-Léger du Mesnil-Théribus                              | Le Mesnil-Théribus            |         | 49° 18′ 07″ nord, 1° 59′ 17″ est |                | |             | Église Saint-Léger du Mesnil-Théribus                              |
| Église Saint-Michel du Mesnil-en-Thelle                            | Le Mesnil-en-Thelle           |         | 49° 10′ 43″ nord, 2° 17′ 10″ est | « PA00114746 » | Classé MH | 1966        | Église Saint-Michel du Mesnil-en-Thelle                            |
| Église Saint-Sébastien du Mesnil-sur-Bulles                        | Le Mesnil-sur-Bulles          |         | 49° 29′ 09″ nord, 2° 20′ 44″ est |                | |             | Église Saint-Sébastien du Mesnil-sur-Bulles                        |
| Église Saint-Martin du Meux                                        | Le Meux                       |         | 49° 22′ 02″ nord, 2° 44′ 38″ est |                | |             | Église Saint-Martin du Meux                                        |
| Église Saint-Adrien du Mont-Saint-Adrien                           | Le Mont-Saint-Adrien          |         | 49° 26′ 42″ nord, 2° 00′ 15″ est |                | |             | Église Saint-Adrien du Mont-Saint-Adrien                           |
| Église Saint-Vincent du Plessier-sur-Bulles                        | Le Plessier-sur-Bulles        |         | 49° 29′ 44″ nord, 2° 18′ 58″ est |                | |             | Église Saint-Vincent du Plessier-sur-Bulles                        |
| Église Saint-Étienne du Plessier-sur-Saint-Just                    | Le Plessier-sur-Saint-Just    |         | 49° 30′ 34″ nord, 2° 27′ 09″ est |                | |             | Église Saint-Étienne du Plessier-sur-Saint-Just                    |
| Église Saint-Jean-Baptiste du Plessis-Belleville                   | Le Plessis-Belleville         |         | 49° 05′ 42″ nord, 2° 45′ 24″ est |                | |             | Église Saint-Jean-Baptiste du Plessis-Belleville                   |
| Église Notre-Dame du Plessis-Brion                                 | Le Plessis-Brion              |         | 49° 28′ 01″ nord, 2° 53′ 37″ est |                | |             | Église Notre-Dame du Plessis-Brion                                 |
| Église Saint-Éloi du Ployron                                       | Le Ployron                    |         | 49° 35′ 04″ nord, 2° 35′ 10″ est |                | |             | Église Saint-Éloi du Ployron                                       |
| Église Notre-Dame-de-la-Nativité du Quesnel-Aubry                  | Le Quesnel-Aubry              |         | 49° 30′ 31″ nord, 2° 18′ 38″ est |                | |             | Église Notre-Dame-de-la-Nativité du Quesnel-Aubry                  |
| Église Saint-Firmin du Saulchoy                                    | Le Saulchoy                   |         | 49° 38′ 05″ nord, 2° 08′ 29″ est |                | |             | Église Saint-Firmin du Saulchoy                                    |
| Église Saint-Pierre du Vaumain                                     | Le Vaumain                    |         | 49° 20′ 04″ nord, 1° 52′ 23″ est |                | |             | Église Saint-Pierre du Vaumain                                     |
| Église Saint-Christophe du Vauroux                                 | Le Vauroux                    |         | 49° 22′ 37″ nord, 1° 55′ 36″ est |                | |             | Église Saint-Christophe du Vauroux                                 |
| Église Notre-Dame de Beaumont-les-Nonains                          | Les Hauts-Talican             |         | 49° 19′ 44″ nord, 2° 00′ 16″ est |                | |             | Église Notre-Dame de Beaumont-les-Nonains                          |
| Église Saint-Éloi de La Neuville-Garnier                           | Les Hauts-Talican             |         | 49° 20′ 02″ nord, 2° 02′ 23″ est |                | |             | Église Saint-Éloi de La Neuville-Garnier                           |
| Église Notre-Dame-de-Lorette de Villotran                          | Les Hauts-Talican             |         | 49° 20′ 37″ nord, 2° 01′ 11″ est |                | |             | Église Notre-Dame-de-Lorette de Villotran                          |
| Abbatiale Saint-Nicolas de Marcheroux                              | Les Hauts-Talican             |         | 49° 18′ 20″ nord, 2° 01′ 42″ est |                | |             | Abbatiale Saint-Nicolas de Marcheroux                              |
| Église Saint-Claude de Lhéraule                                    | Lhéraule                      |         | 49° 29′ 10″ nord, 1° 55′ 51″ est |                | |             | Église Saint-Claude de Lhéraule                                    |
| Église Saint-Martin de Liancourt                                   | Liancourt                     |         | 49° 19′ 36″ nord, 2° 28′ 03″ est |                | |             | Église Saint-Martin de Liancourt                                   |
| Église Notre-Dame de l'Assomption de Liancourt-Saint-Pierre        | Liancourt-Saint-Pierre        |         | 49° 14′ 07″ nord, 1° 54′ 44″ est |                | |             | Église Notre-Dame de l'Assomption de Liancourt-Saint-Pierre        |
| Église Saint-Éloy de Libermont                                     | Libermont                     |         | 49° 41′ 39″ nord, 2° 58′ 22″ est |                | |             | Image manquante Téléverser                                         |
| Église Saint-Martin de Lierville                                   | Lierville                     |         | 49° 11′ 24″ nord, 1° 52′ 58″ est | « PA00114730 » | Inscrit MH | 1969        | Église Saint-Martin de Lierville                                   |
| Église Saint-Hilaire de Lieuvillers                                | Lieuvillers                   |         | 49° 28′ 15″ nord, 2° 29′ 43″ est |                | |             | Église Saint-Hilaire de Lieuvillers                                |
| Église Notre-Dame de Lihus                                         | Lihus                         |         | 49° 36′ 18″ nord, 2° 02′ 36″ est |                | |             | Image manquante Téléverser                                         |
| Église Saint-Christophe du Petit-Lihus                             | Lihus                         |         | 49° 36′ 41″ nord, 2° 00′ 26″ est |                | |             | Image manquante Téléverser                                         |
| Église Saint-Lucien de Litz                                        | Litz                          |         | 49° 25′ 01″ nord, 2° 19′ 47″ est | « PA60000048 » | Inscrit MH | 2002        | Église Saint-Lucien de Litz                                        |
| Église Saint-Lucien de Loconville                                  | Loconville                    |         | 49° 15′ 21″ nord, 1° 55′ 06″ est |                | |             | Église Saint-Lucien de Loconville                                  |
| Église Saint-Martin de Longueil-Annel                              | Longueil-Annel                |         | 49° 27′ 59″ nord, 2° 52′ 01″ est |                | |             | Église Saint-Martin de Longueil-Annel                              |
| Église Saint-Martin de Longueil-Sainte-Marie                       | Longueil-Sainte-Marie         |         | 49° 21′ 26″ nord, 2° 43′ 03″ est |                | |             | Église Saint-Martin de Longueil-Sainte-Marie                       |
| Église Sainte-Marguerite de Lormaison                              | Lormaison                     |         | 49° 15′ 23″ nord, 2° 06′ 19″ est |                | |             | Église Sainte-Marguerite de Lormaison                              |
| Église Saint-Pierre de Loueuse                                     | Loueuse                       |         | 49° 35′ 51″ nord, 1° 49′ 31″ est |                | |             | Image manquante Téléverser                                         |
| Église Saint-Côme-et-Saint-Damien de Luchy                         | Luchy                         |         | 49° 33′ 18″ nord, 2° 07′ 10″ est |                | |             | Image manquante Téléverser                                         |
| Église Saint-Éloi de Léglantiers                                   | Léglantiers                   |         | 49° 29′ 45″ nord, 2° 32′ 04″ est | « PA00114728 » | Inscrit MH Le chœur et le clocher                                                                                             | 1927        | Église Saint-Éloi de Léglantiers                                   |
| Église Saint-Jean-Baptiste-et-Saint-Julien de Lévignen             | Lévignen                      |         | 49° 11′ 45″ nord, 2° 54′ 54″ est |                | |             | Église Saint-Jean-Baptiste-et-Saint-Julien de Lévignen             |
| Église Saint-Sulpice de Machemont                                  | Machemont                     |         | 49° 29′ 50″ nord, 2° 52′ 26″ est |                | |             | Église Saint-Sulpice de Machemont                                  |
| Église Saint-Martin de Montigny                                    | Maignelay-Montigny            |         | 49° 32′ 36″ nord, 2° 30′ 33″ est | « PA00114735 » | Classé MH | 1919        | Église Saint-Martin de Montigny                                    |
| Église Sainte-Marie-Madeleine de Maignelay                         | Maignelay-Montigny            |         | 49° 33′ 13″ nord, 2° 31′ 16″ est | « PA00114734 » | Classé MH | 1862        | Église Sainte-Marie-Madeleine de Maignelay                         |
| Église Saint-Martin de Maimbeville                                 | Maimbeville                   |         | 49° 24′ 54″ nord, 2° 31′ 14″ est | « PA00114736 » | Classé MH | 1950        | Église Saint-Martin de Maimbeville                                 |
| Église Saint-Prix de Maisoncelle-Saint-Pierre                      | Maisoncelle-Saint-Pierre      |         | 49° 30′ 37″ nord, 2° 07′ 40″ est |                | |             | Église Saint-Prix de Maisoncelle-Saint-Pierre                      |
| Église Notre-Dame de Maisoncelle-Tuilerie                          | Maisoncelle-Tuilerie          |         | 49° 35′ 15″ nord, 2° 13′ 11″ est |                | |             | Église Notre-Dame de Maisoncelle-Tuilerie                          |
| Église Saint-Vaast de Marest-sur-Matz                              | Marest-sur-Matz               |         | 49° 30′ 35″ nord, 2° 49′ 32″ est |                | |             | Église Saint-Vaast de Marest-sur-Matz                              |
| Église Saint-Éloi de Mareuil-la-Motte                              | Mareuil-la-Motte              |         | 49° 32′ 36″ nord, 2° 47′ 09″ est | « PA00114738 » | Classé MH | 1919        | Église Saint-Éloi de Mareuil-la-Motte                              |
| Église Saint-Martin de Mareuil-sur-Ourcq                           | Mareuil-sur-Ourcq             |         | 49° 08′ 23″ nord, 3° 04′ 43″ est | « PA00114739 » | Classé MH | 1922        | Église Saint-Martin de Mareuil-sur-Ourcq                           |
| Église Saint-Martin de Margny-aux-Cerises                          | Margny-aux-Cerises            |         | 49° 40′ 29″ nord, 2° 52′ 03″ est |                | |             | Église Saint-Martin de Margny-aux-Cerises                          |
| Église Sainte-Jeanne-d'Arc de Margny-lès-Compiègne                 | Margny-lès-Compiègne          |         | 49° 25′ 39″ nord, 2° 48′ 59″ est | « PA60000095 » | Inscrit MH | 2016        | Église Sainte-Jeanne-d'Arc de Margny-lès-Compiègne                 |
| Église Saint-Vaast de Margny-sur-Matz                              | Margny-sur-Matz               |         | 49° 31′ 16″ nord, 2° 46′ 42″ est | « PA00114740 » | Inscrit MH | 1970        | Église Saint-Vaast de Margny-sur-Matz                              |
| Église Sainte-Geneviève de Marolles                                | Marolles                      |         | 49° 10′ 14″ nord, 3° 06′ 16″ est | « PA00114741 » | Classé MH | 1920        | Église Sainte-Geneviève de Marolles                                |
| Église Saint-Pierre de Marquéglise                                 | Marquéglise                   |         | 49° 31′ 06″ nord, 2° 45′ 50″ est |                | |             | Image manquante Téléverser                                         |
| Église Saint-Martin de Marseille-en-Beauvaisis                     | Marseille-en-Beauvaisis       |         | 49° 34′ 34″ nord, 1° 57′ 15″ est |                | |             | Église Saint-Martin de Marseille-en-Beauvaisis                     |
| Église Saint-Martin de Martincourt                                 | Martincourt                   |         | 49° 31′ 32″ nord, 1° 54′ 08″ est |                | |             | Église Saint-Martin de Martincourt                                 |
| Église Saint-Gilles-et-Saint-Leu de Maucourt                       | Maucourt                      |         | 49° 38′ 09″ nord, 3° 04′ 22″ est |                | |             | Église Saint-Gilles-et-Saint-Leu de Maucourt                       |
| Église Saint-Lucien de Maulers                                     | Maulers                       |         | 49° 32′ 45″ nord, 2° 10′ 11″ est |                | |             | Image manquante Téléverser                                         |
| Église Saint-Didier de Maysel                                      | Maysel                        |         | 49° 15′ 35″ nord, 2° 22′ 27″ est |                | |             | Église Saint-Didier de Maysel                                      |
| Collégiale Notre-Dame de Mello                                     | Mello                         |         | 49° 16′ 22″ nord, 2° 21′ 50″ est | « PA00114743 » | Classé MH | 1921        | Collégiale Notre-Dame de Mello                                     |
| Église Notre-Dame-et-Saint-Nicolas de Milly-sur-Thérain            | Milly-sur-Thérain             |         | 49° 30′ 20″ nord, 1° 59′ 56″ est |                | |             | Église Notre-Dame-et-Saint-Nicolas de Milly-sur-Thérain            |
| Église Saint-Denis de Mogneville                                   | Mogneville                    |         | 49° 18′ 54″ nord, 2° 28′ 22″ est | « PA00114748 » | Classé MH | 1937        | Église Saint-Denis de Mogneville                                   |
| Église Saint-Honoré de Moliens                                     | Moliens                       |         | 49° 39′ 58″ nord, 1° 48′ 38″ est |                | |             | Église Saint-Honoré de Moliens                                     |
| Église Saint-Nicolas de la Neuville-Moliens                        | Moliens                       |         | 49° 40′ 35″ nord, 1° 48′ 54″ est |                | |             | Image manquante Téléverser                                         |
| Église Notre-Dame de Monceaux                                      | Monceaux                      |         | 49° 19′ 17″ nord, 2° 33′ 05″ est |                | |             | Église Notre-Dame de Monceaux                                      |
| Église Saint-Marcoul de Monceaux-l'Abbaye                          | Monceaux-l'Abbaye             |         | 49° 39′ 04″ nord, 1° 47′ 26″ est |                | |             | Église Saint-Marcoul de Monceaux-l'Abbaye                          |
| Église Saint-Martin de Monchy-Humières                             | Monchy-Humières               |         | 49° 28′ 11″ nord, 2° 44′ 50″ est | « PA00114749 » | Classé MH | 1920        | Image manquante Téléverser                                         |
| Église Saint-Éloi de Monchy-Saint-Éloi                             | Monchy-Saint-Éloi             |         | 49° 17′ 33″ nord, 2° 27′ 44″ est |                | |             | Église Saint-Éloi de Monchy-Saint-Éloi                             |
| Église Notre-Dame de Mondescourt                                   | Mondescourt                   |         | 49° 35′ 50″ nord, 3° 06′ 48″ est |                | |             | Image manquante Téléverser                                         |
| Église Saint-Martin de Marquemont                                  | Monneville                    |         | 49° 13′ 21″ nord, 1° 58′ 29″ est | « PA00114750 » | Classé MH | 1934        | Église Saint-Martin de Marquemont                                  |
| Église Saint-Laurent de Monneville                                 | Monneville                    |         | 49° 12′ 27″ nord, 1° 58′ 39″ est |                | |             | Église Saint-Laurent de Monneville                                 |
| Église Saint-Germain de Mont-l'Évêque                              | Mont-l'Évêque                 |         | 49° 11′ 43″ nord, 2° 37′ 51″ est | « PA00114758 » | Inscrit MH | 1963        | Église Saint-Germain de Mont-l'Évêque                              |
| Église Sainte-Félicité de Montagny-Sainte-Félicité                 | Montagny-Sainte-Félicité      |         | 49° 07′ 32″ nord, 2° 44′ 34″ est | « PA00114751 » | Classé MH | 1862        | Église Sainte-Félicité de Montagny-Sainte-Félicité                 |
| Église Saint-Jacques-et-Saint-Christophe de Montagny-en-Vexin      | Montagny-en-Vexin             |         | 49° 11′ 45″ nord, 1° 48′ 01″ est |                | |             | Église Saint-Jacques-et-Saint-Christophe de Montagny-en-Vexin      |
| Collégiale Notre-Dame de Montataire                                | Montataire                    |         | 49° 15′ 25″ nord, 2° 26′ 35″ est | « PA00114752 » | Classé MH | 1862        | Collégiale Notre-Dame de Montataire                                |
| Église du Christ-Ressuscité de Montataire                          | Montataire                    |         | 49° 15′ 27″ nord, 2° 26′ 11″ est |                | |             | Église du Christ-Ressuscité de Montataire                          |
| Église Saint-Germain de Fresneaux-Montchevreuil                    | Montchevreuil                 |         | 49° 16′ 53″ nord, 2° 00′ 14″ est | « PA60000040 » | Inscrit MH | 2001        | Église Saint-Germain de Fresneaux-Montchevreuil                    |
| Église Saints-Sulpice-et-Lucien de Bachivillers                    | Montchevreuil                 |         | 49° 17′ 20″ nord, 1° 57′ 48″ est |                | |             | Église Saints-Sulpice-et-Lucien de Bachivillers                    |
| Église Notre-Dame de Montgérain                                    | Montgérain                    |         | 49° 32′ 17″ nord, 2° 34′ 22″ est |                | |             | Église Notre-Dame de Montgérain                                    |
| Église Saint-Sulpice de Montiers                                   | Montiers                      |         | 49° 29′ 59″ nord, 2° 34′ 34″ est |                | |             | Église Saint-Sulpice de Montiers                                   |
| Église Saint-Martin de Montjavoult                                 | Montjavoult                   |         | 49° 12′ 53″ nord, 1° 47′ 02″ est | « PA00114757 » | Classé MH | 1913        | Église Saint-Martin de Montjavoult                                 |
| Église Sainte-Geneviève de Montlognon                              | Montlognon                    |         | 49° 09′ 54″ nord, 2° 41′ 41″ est |                | |             | Église Sainte-Geneviève de Montlognon                              |
| Église Saint-Pierre-Saint-Paul de Montmacq                         | Montmacq                      |         | 49° 28′ 52″ nord, 2° 54′ 02″ est |                | |             | Église Saint-Pierre-Saint-Paul de Montmacq                         |
| Église Saint-Médard de Montmartin                                  | Montmartin                    |         | 49° 27′ 50″ nord, 2° 41′ 25″ est |                | |             | Église Saint-Médard de Montmartin                                  |
| Église Saint-Pierre de Montreuil-sur-Brêche                        | Montreuil-sur-Brêche          |         | 49° 30′ 31″ nord, 2° 16′ 30″ est |                | |             | Image manquante Téléverser                                         |
| Église Notre-Dame de Montreuil-sur-Thérain                         | Montreuil-sur-Thérain         |         | 49° 22′ 51″ nord, 2° 11′ 30″ est |                | |             | Église Notre-Dame de Montreuil-sur-Thérain                         |
| Église Saint-Étienne de Monts                                      | Monts                         |         | 49° 13′ 01″ nord, 2° 00′ 56″ est |                | |             | Église Saint-Étienne de Monts                                      |
| Église Saint-Jean-Baptiste de Montépilloy                          | Montépilloy                   |         | 49° 12′ 32″ nord, 2° 41′ 56″ est | « PA00114754 » | Inscrit MH | 1971        | Église Saint-Jean-Baptiste de Montépilloy                          |
| Église Sainte-Madeleine de Morangles                               | Morangles                     |         | 49° 11′ 48″ nord, 2° 17′ 41″ est |                | |             | Église Sainte-Madeleine de Morangles                               |
| Abbaye Notre-Dame de Morienval                                     | Morienval                     |         | 49° 17′ 53″ nord, 2° 55′ 20″ est | « PA00114760 » | Classé MH | 1840        | Abbaye Notre-Dame de Morienval                                     |
| Église Saint-Étienne de Morlincourt                                | Morlincourt                   |         | 49° 34′ 13″ nord, 3° 02′ 05″ est | « IA00049423 » | |             | Église Saint-Étienne de Morlincourt                                |
| Église Saint-Barthélemy de Mortefontaine                           | Mortefontaine                 |         | 49° 06′ 45″ nord, 2° 35′ 52″ est |                | |             | Église Saint-Barthélemy de Mortefontaine                           |
| Église Notre-Dame de Mortefontaine-en-Thelle                       | Mortefontaine-en-Thelle       |         | 49° 15′ 48″ nord, 2° 11′ 13″ est |                | |             | Église Notre-Dame de Mortefontaine-en-Thelle                       |
| Église de la Vierge de Mortemer                                    | Mortemer                      |         | 49° 34′ 16″ nord, 2° 40′ 52″ est |                | |             | Église de la Vierge de Mortemer                                    |
| Église Saint-Wandrille de Morvillers                               | Morvillers                    |         | 49° 34′ 50″ nord, 1° 52′ 18″ est |                | |             | Église Saint-Wandrille de Morvillers                               |
| Église Saint-Marc de Mory-Montcrux                                 | Mory-Montcrux                 |         | 49° 35′ 30″ nord, 2° 23′ 38″ est |                | |             | Église Saint-Marc de Mory-Montcrux                                 |
| Église Saint-Étienne de Mouchy-le-Châtel                           | Mouchy-le-Châtel              |         | 49° 19′ 31″ nord, 2° 15′ 12″ est |                | |             | Église Saint-Étienne de Mouchy-le-Châtel                           |
| Église Saint-Médard de Moulin-sous-Touvent                         | Moulin-sous-Touvent           |         | 49° 27′ 20″ nord, 3° 04′ 17″ est | « PA00114764 » | Classé MH | 1920        | Église Saint-Médard de Moulin-sous-Touvent                         |
| Église Saint-Léger de Mouy                                         | Mouy                          |         | 49° 19′ 13″ nord, 2° 19′ 14″ est | « PA00114765 » | Classé MH | 1936        | Église Saint-Léger de Mouy                                         |
| Église Saint-Martin-et-Sainte-Geneviève de Moyenneville            | Moyenneville                  |         | 49° 29′ 28″ nord, 2° 38′ 14″ est |                | |             | Image manquante Téléverser                                         |
| Église Saint-Martin de Moyvillers                                  | Moyvillers                    |         | 49° 24′ 51″ nord, 2° 39′ 02″ est |                | |             | Image manquante Téléverser                                         |
| Église Saint-Lucien de Muidorge                                    | Muidorge                      |         | 49° 31′ 52″ nord, 2° 08′ 28″ est |                | |             | Image manquante Téléverser                                         |
| Église Saint-Médard de Muirancourt                                 | Muirancourt                   |         | 49° 38′ 35″ nord, 3° 00′ 29″ est |                | |             | Église Saint-Médard de Muirancourt                                 |
| Église Saint-Christophe de Mureaumont                              | Mureaumont                    |         | 49° 37′ 46″ nord, 1° 46′ 39″ est |                | |             | Image manquante Téléverser                                         |
| Église Saint-Martin de Mélicocq                                    | Mélicocq                      |         | 49° 29′ 34″ nord, 2° 51′ 34″ est |                | |             | Église Saint-Martin de Mélicocq                                    |
| Église Saint-Léonard de Ménévillers                                | Ménévillers                   |         | 49° 31′ 12″ nord, 2° 36′ 19″ est |                | |             | Image manquante Téléverser                                         |
| Église Saint-Lucien de Méru                                        | Méru                          |         | 49° 14′ 10″ nord, 2° 08′ 03″ est |                | |             | Église Saint-Lucien de Méru                                        |
| Église Notre-Dame de Lardières                                     | Méru                          |         | 49° 15′ 21″ nord, 2° 08′ 06″ est |                | |             | Église Notre-Dame de Lardières                                     |
| Église Notre-Dame-de-Mery de Méry-la-Bataille                      | Méry-la-Bataille              |         | 49° 32′ 41″ nord, 2° 37′ 47″ est |                | |             | Image manquante Téléverser                                         |
| Église Saint-Sulpice de Nampcel                                    | Nampcel                       |         | 49° 29′ 08″ nord, 3° 05′ 53″ est |                | |             | Église Saint-Sulpice de Nampcel                                    |
| Église Saint-Pierre de Nanteuil-le-Haudouin                        | Nanteuil-le-Haudouin          |         | 49° 08′ 22″ nord, 2° 48′ 44″ est | « PA00114768 » | Classé MH Portail Ouest ; Inscrit MH Eglise, y compris le clocher (à l'exception du portail classé)                           | 1908 ; 1966 | Église Saint-Pierre de Nanteuil-le-Haudouin                        |
| Église Saint-Brice de Neufchelles                                  | Neufchelles                   |         | 49° 07′ 00″ nord, 3° 03′ 39″ est |                | |             | Église Saint-Brice de Neufchelles                                  |
| Église Saint-Pierre de Neufvy-sur-Aronde                           | Neufvy-sur-Aronde             |         | 49° 29′ 47″ nord, 2° 39′ 50″ est |                | |             | Église Saint-Pierre de Neufvy-sur-Aronde                           |
| Église Saint-Denis de Neuilly-en-Thelle                            | Neuilly-en-Thelle             |         | 49° 13′ 28″ nord, 2° 17′ 04″ est | « PA00114773 » | Classé MH | 1930        | Église Saint-Denis de Neuilly-en-Thelle                            |
| Église Notre-Dame-et-Saint-Fiacre de Neuilly-sous-Clermont         | Neuilly-sous-Clermont         |         | 49° 20′ 38″ nord, 2° 24′ 44″ est | « PA00114775 » | Classé MH | 1933        | Église Notre-Dame-et-Saint-Fiacre de Neuilly-sous-Clermont         |
| Église Saint-Martin de Neuville-Bosc                               | Neuville-Bosc                 |         | 49° 11′ 56″ nord, 2° 00′ 44″ est |                | |             | Église Saint-Martin de Neuville-Bosc                               |
| Église Saint-Lucien de Nivillers                                   | Nivillers                     |         | 49° 27′ 30″ nord, 2° 10′ 00″ est |                | |             | Église Saint-Lucien de Nivillers                                   |
| Église Saint-Lucien de Noailles                                    | Noailles                      |         | 49° 19′ 55″ nord, 2° 12′ 23″ est |                | |             | Église Saint-Lucien de Noailles                                    |
| Église Sainte-Maure-et-Sainte-Brigide de Nogent-sur-Oise           | Nogent-sur-Oise               |         | 49° 16′ 48″ nord, 2° 28′ 31″ est | « PA00114782 » | Classé MH | 1846        | Église Sainte-Maure-et-Sainte-Brigide de Nogent-sur-Oise           |
| Église Saint-Vaast de Nointel                                      | Nointel                       |         | 49° 22′ 22″ nord, 2° 28′ 56″ est | « PA00114784 » | Inscrit MH | 1927        | Église Saint-Vaast de Nointel                                      |
| Église de la Sainte-Trinité de Noirémont                           | Noirémont                     |         | 49° 33′ 03″ nord, 2° 12′ 42″ est |                | |             | Image manquante Téléverser                                         |
| Église Notre-Dame de Noroy                                         | Noroy                         |         | 49° 26′ 55″ nord, 2° 30′ 08″ est | « PA00114785 » | Inscrit MH | 1949        | Église Notre-Dame de Noroy                                         |
| Église Saint-Vaast de Nourard-le-Franc                             | Nourard-le-Franc              |         | 49° 29′ 58″ nord, 2° 22′ 20″ est |                | |             | Église Saint-Vaast de Nourard-le-Franc                             |
| Église Saint-Éloi de Novillers                                     | Novillers                     |         | 49° 16′ 15″ nord, 2° 12′ 51″ est |                | |             | Église Saint-Éloi de Novillers                                     |
| Église Saint-Martin de Noyers-Saint-Martin                         | Noyers-Saint-Martin           |         | 49° 33′ 13″ nord, 2° 15′ 44″ est |                | |             | Église Saint-Martin de Noyers-Saint-Martin                         |
| Cathédrale Notre-Dame de Noyon                                     | Noyon                         |         | 49° 34′ 56″ nord, 3° 00′ 02″ est | « PA00114786 » | Classé MH | 1840        | Cathédrale Notre-Dame de Noyon                                     |
| Église Sainte-Marie-Madeleine de Noyon                             | Noyon                         |         | 49° 34′ 57″ nord, 2° 59′ 57″ est | « PA60000009 » | Inscrit MH | 1996        | Église Sainte-Marie-Madeleine de Noyon                             |
| Église Notre-Dame-du-Bon-Secours de Tarlefesse                     | Noyon                         |         | 49° 35′ 56″ nord, 3° 00′ 59″ est |                | |             | Image manquante Téléverser                                         |
| Église Saint-Martin de Néry                                        | Néry                          |         | 49° 16′ 55″ nord, 2° 46′ 49″ est | « PA00114769 » | Inscrit MH Le chœur et le clocher                                                                                             | 1949        | Église Saint-Martin de Néry                                        |
| Église Notre-Dame-de-l'Assomption d'Offoy                          | Offoy                         |         | 49° 41′ 49″ nord, 2° 02′ 21″ est |                | |             | Église Notre-Dame-de-l'Assomption d'Offoy                          |
| Église Saint-Pierre d'Ognes                                        | Ognes                         |         | 49° 05′ 52″ nord, 2° 49′ 43″ est |                | |             | Église Saint-Pierre d'Ognes                                        |
| Église Saint-Éloi d'Ognolles                                       | Ognolles                      |         | 49° 41′ 33″ nord, 2° 54′ 39″ est |                | |             | Image manquante Téléverser                                         |
| Église Saint-Martin d'Omécourt                                     | Omécourt                      |         | 49° 36′ 40″ nord, 1° 50′ 52″ est |                | |             | Image manquante Téléverser                                         |
| Église Saint-Denis d'Ons-en-Bray                                   | Ons-en-Bray                   |         | 49° 25′ 01″ nord, 1° 55′ 22″ est |                | |             | Église Saint-Denis d'Ons-en-Bray                                   |
| Église Saint-Martin d'Ormoy-Villers                                | Ormoy-Villers                 |         | 49° 11′ 50″ nord, 2° 50′ 28″ est | « PA00114794 » | Inscrit MH | 1970        | Église Saint-Martin d'Ormoy-Villers                                |
| Église Saint-Denis-l'Aéropagyte d'Ormoy-le-Davien                  | Ormoy-le-Davien               |         | 49° 11′ 45″ nord, 2° 57′ 38″ est |                | |             | Église Saint-Denis-l'Aéropagyte d'Ormoy-le-Davien                  |
| Église Saint-Martin d'Oroër                                        | Oroër                         |         | 49° 29′ 46″ nord, 2° 09′ 45″ est |                | |             | Église Saint-Martin d'Oroër                                        |
| Église Notre-Dame-de-la-Nativité de Champlieu                      | Orrouy                        |         | 49° 18′ 23″ nord, 2° 50′ 49″ est | « PA00114795 » | Classé MH | 1923        | Église Notre-Dame-de-la-Nativité de Champlieu                      |
| Église Saint-Rémi d'Orrouy                                         | Orrouy                        |         | 49° 17′ 24″ nord, 2° 51′ 22″ est | « PA00114796 » | Classé MH | 1920        | Église Saint-Rémi d'Orrouy                                         |
| Église Notre-Dame d'Orry-la-Ville                                  | Orry-la-Ville                 |         | 49° 07′ 54″ nord, 2° 30′ 45″ est | « PA00114799 » | Inscrit MH | 1970        | Église Notre-Dame d'Orry-la-Ville                                  |
| Église Saint-Martin d'Orvillers-Sorel                              | Orvillers-Sorel               |         | 49° 34′ 43″ nord, 2° 42′ 18″ est |                | |             | Église Saint-Martin d'Orvillers-Sorel                              |
| Église Saint-Martin d'Oudeuil                                      | Oudeuil                       |         | 49° 32′ 50″ nord, 2° 01′ 42″ est |                | |             | Église Saint-Martin d'Oudeuil                                      |
| Église Saint-Nicolas-et-Saint-Blaise d'Oursel-Maison               | Oursel-Maison                 |         | 49° 35′ 46″ nord, 2° 10′ 51″ est |                | |             | Église Saint-Nicolas-et-Saint-Blaise d'Oursel-Maison               |
| Église Saint-Denis de Paillart                                     | Paillart                      |         | 49° 40′ 04″ nord, 2° 19′ 24″ est | « PA00114983 » | Classé MH | 1992        | Église Saint-Denis de Paillart                                     |
| Église Saint-Josse de Parnes                                       | Parnes                        |         | 49° 12′ 13″ nord, 1° 44′ 15″ est | « PA00114802 » | Classé MH | 1913        | Église Saint-Josse de Parnes                                       |
| Église Saint-Martin de Passel                                      | Passel                        |         | 49° 33′ 18″ nord, 2° 57′ 30″ est |                | |             | Image manquante Téléverser                                         |
| Église Saint-Sulpice de Pierrefonds                                | Pierrefonds                   |         | 49° 20′ 48″ nord, 2° 58′ 32″ est | « PA00114804 » | Classé MH | 1920        | Image manquante Téléverser                                         |
| Église Saint-Sulpice de Pierrefonds                                | Pierrefonds                   |         | 49° 20′ 48″ nord, 2° 58′ 32″ est | « PA00114804 » | Classé MH | 1920        | Église Saint-Sulpice de Pierrefonds                                |
| Église de Palesne                                                  | Pierrefonds                   |         | 49° 19′ 52″ nord, 2° 57′ 18″ est |                | |             | Image manquante Téléverser                                         |
| Église Saint-Médard de Pimprez                                     | Pimprez                       |         | 49° 30′ 51″ nord, 2° 57′ 02″ est |                | |             | Église Saint-Médard de Pimprez                                     |
| Église Saint-Adrien de Pisseleu                                    | Pisseleu                      |         | 49° 32′ 21″ nord, 2° 03′ 28″ est |                | |             | Église Saint-Adrien de Pisseleu                                    |
| Église Saint-Martin de Plailly                                     | Plailly                       |         | 49° 06′ 10″ nord, 2° 35′ 04″ est | « PA00114807 » | Classé MH | 1862        | Église Saint-Martin de Plailly                                     |
| Église Saint-Nicolas de Plainval                                   | Plainval                      |         | 49° 31′ 44″ nord, 2° 26′ 21″ est |                | |             | Église Saint-Nicolas de Plainval                                   |
| Église Saint-Michel de Plainville                                  | Plainville                    |         | 49° 36′ 55″ nord, 2° 27′ 08″ est |                | |             | Église Saint-Michel de Plainville                                  |
| Église Saint-Jean-Baptiste de Plessis-de-Roye                      | Plessis-de-Roye               |         | 49° 34′ 43″ nord, 2° 49′ 50″ est | « PA00114812 » | Classé MH | 1913        | Église Saint-Jean-Baptiste de Plessis-de-Roye                      |
| Église Saint-Remi de Ponchon                                       | Ponchon                       |         | 49° 20′ 52″ nord, 2° 11′ 43″ est | « PA00114813 » | Classé MH Les peintures murales de la nef et du chœur ; Inscrit MH L'église à l'exception des parties déjà classées           | 1980 ; 1980 | Église Saint-Remi de Ponchon                                       |
| Église Sainte-Maxence de Pont-Sainte-Maxence                       | Pont-Sainte-Maxence           |         | 49° 18′ 01″ nord, 2° 36′ 22″ est | « PA00114818 » | Classé MH | 1921        | Église Sainte-Maxence de Pont-Sainte-Maxence                       |
| Église Saint-Front de Sarron                                       | Pont-Sainte-Maxence           |         | 49° 18′ 58″ nord, 2° 37′ 19″ est | « PA00135575 » | Inscrit MH | 1995        | Église Saint-Front de Sarron                                       |
| Église de l'Assomption-de-Notre-Dame de Pont-l'Évêque              | Pont-l'Évêque                 |         | 49° 33′ 59″ nord, 2° 59′ 22″ est |                | |             | Église de l'Assomption-de-Notre-Dame de Pont-l'Évêque              |
| Église Saint-Pierre de Pontarmé                                    | Pontarmé                      |         | 49° 09′ 15″ nord, 2° 33′ 02″ est |                | |             | Église Saint-Pierre de Pontarmé                                    |
| Église Notre-Dame de Pontoise-lès-Noyon                            | Pontoise-lès-Noyon            |         | 49° 33′ 14″ nord, 3° 02′ 50″ est |                | |             | Église Notre-Dame de Pontoise-lès-Noyon                            |
| Église Saint-Gervais de Pontpoint                                  | Pontpoint                     |         | 49° 17′ 59″ nord, 2° 38′ 24″ est | « PA00114816 » | Classé MH | 1902        | Église Saint-Gervais de Pontpoint                                  |
| Église Saint-Pierre de Pontpoint                                   | Pontpoint                     |         | 49° 17′ 47″ nord, 2° 39′ 22″ est | « PA60000041 » | Inscrit MH | 2001        | Église Saint-Pierre de Pontpoint                                   |
| Église Saint-Nicolas de Porcheux                                   | Porcheux                      |         | 49° 19′ 55″ nord, 1° 55′ 28″ est |                | |             | Église Saint-Nicolas de Porcheux                                   |
| Église Notre-Dame-de-l'Assomption de Porquéricourt                 | Porquéricourt                 |         | 49° 35′ 38″ nord, 2° 57′ 47″ est | « IA00049576 » | |             | Église Notre-Dame-de-l'Assomption de Porquéricourt                 |
| Église Saint-Lucien-Saint-Fiacre de Pouilly                        | Pouilly                       |         | 49° 16′ 26″ nord, 2° 02′ 07″ est |                | |             | Église Saint-Lucien-Saint-Fiacre de Pouilly                        |
| Église Saint-Fiacre de Pronleroy                                   | Pronleroy                     |         | 49° 28′ 14″ nord, 2° 32′ 55″ est | « PA00114822 » | Inscrit MH | 1949        | Église Saint-Fiacre de Pronleroy                                   |
| Église Saint-Pierre-et-Saint-Paul de Précy-sur-Oise                | Précy-sur-Oise                |         | 49° 12′ 12″ nord, 2° 22′ 08″ est | « PA00114820 » | Inscrit MH | 1950        | Église Saint-Pierre-et-Saint-Paul de Précy-sur-Oise                |
| Église Saint-Nicaise de Prévillers                                 | Prévillers                    |         | 49° 37′ 07″ nord, 2° 00′ 07″ est |                | |             | Image manquante Téléverser                                         |
| Église Saint-Pierre-et-Saint-Paul de Puiseux-en-Bray               | Puiseux-en-Bray               |         | 49° 24′ 55″ nord, 1° 46′ 58″ est |                | |             | Église Saint-Pierre-et-Saint-Paul de Puiseux-en-Bray               |
| Église Saint-Germain-d'Auxerre de Puiseux-le-Hauberger             | Puiseux-le-Hauberger          |         | 49° 12′ 44″ nord, 2° 14′ 07″ est |                | |             | Église Saint-Germain-d'Auxerre de Puiseux-le-Hauberger             |
| Église Saint-Prix de Puits-la-Vallée                               | Puits-la-Vallée               |         | 49° 34′ 56″ nord, 2° 11′ 30″ est |                | |             | Image manquante Téléverser                                         |
| Église Saint-Médéric de Péroy-les-Gombries                         | Péroy-les-Gombries            |         | 49° 09′ 46″ nord, 2° 50′ 48″ est |                | |             | Église Saint-Médéric de Péroy-les-Gombries                         |
| Église Saint-Médard de Quesmy                                      | Quesmy                        |         | 49° 38′ 06″ nord, 3° 03′ 46″ est | « PA00114824 » | Classé MH | 1912        | Église Saint-Médard de Quesmy                                      |
| Église Saint-Samson de Quincampoix-Fleuzy                          | Quincampoix-Fleuzy            |         | 49° 44′ 44″ nord, 1° 46′ 13″ est |                | |             | Église Saint-Samson de Quincampoix-Fleuzy                          |
| Église de la Nativité-de-Notre-Dame de Quinquempoix                | Quinquempoix                  |         | 49° 33′ 09″ nord, 2° 25′ 40″ est |                | |             | Église de la Nativité-de-Notre-Dame de Quinquempoix                |
| Église Saint-Pierre de Rainvillers                                 | Rainvillers                   |         | 49° 24′ 28″ nord, 2° 00′ 25″ est |                | |             | Église Saint-Pierre de Rainvillers                                 |
| Église Saint-Georges d'Uny-Saint-Georges                           | Rantigny                      |         | 49° 20′ 15″ nord, 2° 26′ 21″ est | « PA00114825 » | Inscrit MH | 1927        | Église Saint-Georges d'Uny-Saint-Georges                           |
| Église Saint-Césaire de Rantigny                                   | Rantigny                      |         | 49° 19′ 33″ nord, 2° 26′ 31″ est |                | |             | Église Saint-Césaire de Rantigny                                   |
| Église Saint-Nicolas de Raray                                      | Raray                         |         | 49° 15′ 37″ nord, 2° 42′ 47″ est | « PA00114827 » | Classé MH | 1921        | Église Saint-Nicolas de Raray                                      |
| Église Notre-Dame de Ravenel                                       | Ravenel                       |         | 49° 30′ 46″ nord, 2° 30′ 07″ est | « PA00114829 » | Classé MH | 1919        | Église Notre-Dame de Ravenel                                       |
| Église Saint-Martin de Reilly                                      | Reilly                        |         | 49° 14′ 36″ nord, 1° 50′ 48″ est | « PA00114831 » | Inscrit MH | 1929        | Église Saint-Martin de Reilly                                      |
| Église Saint-Denis de Remy                                         | Remy                          |         | 49° 26′ 30″ nord, 2° 42′ 36″ est | « PA00114833 » | Classé MH | 1920        | Église Saint-Denis de Remy                                         |
| Église Saint-Pierre de Ressons-sur-Matz                            | Ressons-sur-Matz              |         | 49° 32′ 27″ nord, 2° 44′ 45″ est | « PA00114834 » | Classé MH | 1912        | Église Saint-Pierre de Ressons-sur-Matz                            |
| Église Saint-Pierre-et-Saint-Paul de Rethondes                     | Rethondes                     |         | 49° 24′ 59″ nord, 2° 56′ 23″ est | « PA00114835 » | Inscrit MH | 1927        | Image manquante Téléverser                                         |
| Église Saint-Martin de Reuil-sur-Brêche                            | Reuil-sur-Brêche              |         | 49° 31′ 11″ nord, 2° 13′ 18″ est |                | |             | Église Saint-Martin de Reuil-sur-Brêche                            |
| Église Saint-Gervais-Saint-Protais de Rhuis                        | Rhuis                         |         | 49° 18′ 26″ nord, 2° 41′ 44″ est | « PA00114837 » | Classé MH | 1894        | Église Saint-Gervais-Saint-Protais de Rhuis                        |
| Église Saint-Éloi de Dreslincourt                                  | Ribécourt-Dreslincourt        |         | 49° 31′ 29″ nord, 2° 55′ 38″ est |                | |             | Image manquante Téléverser                                         |
| Église Saint-Rémi de Ribécourt                                     | Ribécourt-Dreslincourt        |         | 49° 30′ 36″ nord, 2° 55′ 24″ est |                | |             | Image manquante Téléverser                                         |
| Église Notre-Dame de Ricquebourg                                   | Ricquebourg                   |         | 49° 33′ 18″ nord, 2° 45′ 28″ est |                | |             | Église Notre-Dame de Ricquebourg                                   |
| Église Saint-Denis de Rieux                                        | Rieux                         |         | 49° 18′ 02″ nord, 2° 31′ 08″ est | « PA00114839 » | Inscrit MH | 1926        | Église Saint-Denis de Rieux                                        |
| Église Saint-Wandrille de Rivecourt                                | Rivecourt                     |         | 49° 20′ 56″ nord, 2° 44′ 10″ est | « PA00114840 » | Inscrit MH | 1945        | Église Saint-Wandrille de Rivecourt                                |
| Église Saint-Remy de Roberval                                      | Roberval                      |         | 49° 17′ 26″ nord, 2° 41′ 23″ est | « PA00114841 » | Inscrit MH | 1933        | Église Saint-Remy de Roberval                                      |
| Église Saint-Martin de Rochy-Condé                                 | Rochy-Condé                   |         | 49° 24′ 02″ nord, 2° 10′ 55″ est |                | |             | Église Saint-Martin de Rochy-Condé                                 |
| Église Saint-Laurent de Rocquemont                                 | Rocquemont                    |         | 49° 15′ 32″ nord, 2° 49′ 18″ est | « PA00114842 » | Inscrit MH | 1951        | Église Saint-Laurent de Rocquemont                                 |
| Église Notre-Dame-de-l'Assomption de Rocquencourt                  | Rocquencourt                  |         | 49° 39′ 02″ nord, 2° 25′ 02″ est |                | |             | Image manquante Téléverser                                         |
| Église Saint-Jean-Baptiste de Romescamps                           | Romescamps                    |         | 49° 42′ 38″ nord, 1° 48′ 22″ est |                | |             | Église Saint-Jean-Baptiste de Romescamps                           |
| Église de l'Assomption-de-Notre-Dame de Rosières                   | Rosières                      |         | 49° 11′ 20″ nord, 2° 46′ 42″ est |                | |             | Église de l'Assomption-de-Notre-Dame de Rosières                   |
| Église Saint-Côme-et-Saint-Damien de Rosoy                         | Rosoy                         |         | 49° 20′ 29″ nord, 2° 29′ 53″ est |                | |             | Église Saint-Côme-et-Saint-Damien de Rosoy                         |
| Église Saint-Thomas-de-Canterbury de Rosoy-en-Multien              | Rosoy-en-Multien              |         | 49° 05′ 45″ nord, 2° 59′ 47″ est |                | |             | Église Saint-Thomas-de-Canterbury de Rosoy-en-Multien              |
| Église Sainte-Marguerite de Rotangy                                | Rotangy                       |         | 49° 34′ 53″ nord, 2° 04′ 53″ est |                | |             | Église Sainte-Marguerite de Rotangy                                |
| Église Saint-Lucien de Rothois                                     | Rothois                       |         | 49° 35′ 47″ nord, 1° 59′ 37″ est |                | |             | Église Saint-Lucien de Rothois                                     |
| Église Saint-Martin de Rousseloy                                   | Rousseloy                     |         | 49° 18′ 00″ nord, 2° 23′ 42″ est | « PA00114843 » | Classé MH | 1927        | Église Saint-Martin de Rousseloy                                   |
| Église Saint-Fuscien de Rouville                                   | Rouville                      |         | 49° 12′ 28″ nord, 2° 52′ 26″ est |                | |             | Église Saint-Fuscien de Rouville                                   |
| Église Notre-Dame de Rouvillers                                    | Rouvillers                    |         | 49° 27′ 11″ nord, 2° 36′ 29″ est |                | |             | Église Notre-Dame de Rouvillers                                    |
| Église Saint-Faron de Rouvres-en-Multien                           | Rouvres-en-Multien            |         | 49° 06′ 37″ nord, 3° 01′ 32″ est |                | |             | Église Saint-Faron de Rouvres-en-Multien                           |
| Église Saint-Nicolas de Rouvroy-les-Merles                         | Rouvroy-les-Merles            |         | 49° 38′ 53″ nord, 2° 21′ 37″ est |                | |             | Image manquante Téléverser                                         |
| Église Saint-Sulpice de Roy-Boissy                                 | Roy-Boissy                    |         | 49° 34′ 56″ nord, 1° 55′ 22″ est |                | |             | Église Saint-Sulpice de Roy-Boissy                                 |
| Église Saint-Aquilin de Domélien                                   | Royaucourt                    |         | 49° 36′ 47″ nord, 2° 33′ 45″ est |                | |             | Église Saint-Aquilin de Domélien                                   |
| Église Saint-Jean-Baptiste de Royaucourt                           | Royaucourt                    |         | 49° 35′ 12″ nord, 2° 33′ 12″ est |                | |             | Église Saint-Jean-Baptiste de Royaucourt                           |
| Église Saint-Martin de Roye-sur-Matz                               | Roye-sur-Matz                 |         | 49° 35′ 37″ nord, 2° 46′ 24″ est | « PA00114845 » | Classé MH | 1913        | Église Saint-Martin de Roye-sur-Matz                               |
| Église Notre-Dame-et-Saint-Rieul de Rully                          | Rully                         |         | 49° 14′ 02″ nord, 2° 43′ 43″ est | « PA00114847 » | Classé MH | 1862        | Église Notre-Dame-et-Saint-Rieul de Rully                          |
| Église Saint-Georges de Bray                                       | Rully                         |         | 49° 14′ 11″ nord, 2° 41′ 20″ est | « PA00114848 » | Inscrit MH | 1951        | Église Saint-Georges de Bray                                       |
| Église Saint-Laurent de Bémont                                     | Russy-Bémont                  |         | 49° 15′ 33″ nord, 2° 58′ 07″ est | « PA00114850 » | Inscrit MH | 1927        | Église Saint-Laurent de Bémont                                     |
| Église Saint-Pierre de Rémécourt                                   | Rémécourt                     |         | 49° 25′ 42″ nord, 2° 29′ 36″ est |                | |             | Église Saint-Pierre de Rémécourt                                   |
| Église Saint-Gengon de Rémérangles                                 | Rémérangles                   |         | 49° 26′ 49″ nord, 2° 17′ 07″ est | « PA00114832 » | Inscrit MH | 1927        | Église Saint-Gengon de Rémérangles                                 |
| Église Saint-Germain de Sacy-le-Grand                              | Sacy-le-Grand                 |         | 49° 21′ 15″ nord, 2° 32′ 34″ est |                | |             | Église Saint-Germain de Sacy-le-Grand                              |
| Église Saint-Quentin de Sacy-le-Petit                              | Sacy-le-Petit                 |         | 49° 21′ 37″ nord, 2° 37′ 48″ est |                | |             | Image manquante Téléverser                                         |
| Église Saint-Brice de Sains-Morainvillers                          | Sains-Morainvillers           |         | 49° 34′ 22″ nord, 2° 28′ 20″ est |                | |             | Église Saint-Brice de Sains-Morainvillers                          |
| Église Saint-André de Saint-André-Farivillers                      | Saint-André-Farivillers       |         | 49° 34′ 54″ nord, 2° 18′ 12″ est | « PA00114997 » | Inscrit MH | 1992        | Église Saint-André de Saint-André-Farivillers                      |
| Église Sainte-Clotilde de Saint-Arnoult                            | Saint-Arnoult                 |         | 49° 37′ 55″ nord, 1° 49′ 19″ est |                | |             | Église Sainte-Clotilde de Saint-Arnoult                            |
| Église Saint-Aubin de Saint-Aubin-en-Bray                          | Saint-Aubin-en-Bray           |         | 49° 25′ 14″ nord, 1° 52′ 42″ est |                | |             | Église Saint-Aubin de Saint-Aubin-en-Bray                          |
| Abbatiale Saint-Aubin de Saint-Aubin-sous-Erquery                  | Saint-Aubin-sous-Erquery      |         | 49° 24′ 23″ nord, 2° 29′ 04″ est |                | |             | Abbatiale Saint-Aubin de Saint-Aubin-sous-Erquery                  |
| Église Saint-Crépin-et-Saint-Crépinien de Saint-Crépin-Ibouvillers | Saint-Crépin-Ibouvillers      |         | 49° 15′ 46″ nord, 2° 04′ 01″ est | « PA00114854 » | Classé MH | 1932        | Église Saint-Crépin-et-Saint-Crépinien de Saint-Crépin-Ibouvillers |
| Église de l'Assomption de Montherlant                              | Saint-Crépin-Ibouvillers      |         | 49° 16′ 37″ nord, 2° 02′ 51″ est | « PA00114756 » | Inscrit MH | 1970        | Église de l'Assomption de Montherlant                              |
| Église Saint-Crépin-et-Saint-Crépinien de Saint-Crépin-aux-Bois    | Saint-Crépin-aux-Bois         |         | 49° 26′ 02″ nord, 2° 58′ 47″ est | « PA00114853 » | Classé MH | 1920        | Église Saint-Crépin-et-Saint-Crépinien de Saint-Crépin-aux-Bois    |
| Église de l'abbaye de Sainte-Croix                                 | Saint-Crépin-aux-Bois         |         | 49° 27′ 02″ nord, 2° 59′ 28″ est |                | |             | Image manquante Téléverser                                         |
| Église Saint-Denis de Saint-Deniscourt                             | Saint-Deniscourt              |         | 49° 36′ 23″ nord, 1° 52′ 20″ est |                | |             | Image manquante Téléverser                                         |
| Église Saint-Félix de Saint-Félix (Oise)                           | Saint-Félix                   |         | 49° 21′ 00″ nord, 2° 16′ 52″ est | « PA00114857 » | Inscrit MH | 1960        | Église Saint-Félix de Saint-Félix (Oise)                           |
| Église Saint-Germain de Saint-Germain-la-Poterie                   | Saint-Germain-la-Poterie      |         | 49° 26′ 46″ nord, 1° 59′ 00″ est |                | |             | Église Saint-Germain de Saint-Germain-la-Poterie                   |
| Église abbatiale Saint-Germer de Saint-Germer-de-Fly               | Saint-Germer-de-Fly           |         | 49° 26′ 36″ nord, 1° 46′ 51″ est | « IA60001559 » | |             | Église abbatiale Saint-Germer de Saint-Germer-de-Fly               |
| Abbatiale Saint-Jean de Saint-Jean-aux-Bois                        | Saint-Jean-aux-Bois           |         | 49° 20′ 50″ nord, 2° 54′ 20″ est | « IA60001556 » | |             | Abbatiale Saint-Jean de Saint-Jean-aux-Bois                        |
| Église Notre-Dame-de-Grâces de Saint-Just-en-Chaussée              | Saint-Just-en-Chaussée        |         | 49° 30′ 23″ nord, 2° 25′ 52″ est |                | |             | Église Notre-Dame-de-Grâces de Saint-Just-en-Chaussée              |
| Église prieurale de Saint-Leu-d'Esserent                           | Saint-Leu-d'Esserent          |         | 49° 13′ 05″ nord, 2° 25′ 19″ est | « PA00114865 » | Classé MH | 1840        | Église prieurale de Saint-Leu-d'Esserent                           |
| Église Saint-Jean-Baptiste de Saint-Léger-aux-Bois                 | Saint-Léger-aux-Bois          |         | 49° 28′ 50″ nord, 2° 57′ 19″ est | « PA00114864 » | Classé MH | 1913        | Église Saint-Jean-Baptiste de Saint-Léger-aux-Bois                 |
| Église Saint-Léger de Saint-Léger-en-Bray                          | Saint-Léger-en-Bray           |         | 49° 23′ 35″ nord, 2° 01′ 12″ est |                | |             | Église Saint-Léger de Saint-Léger-en-Bray                          |
| Église Saint-Martin de Saint-Martin-Longueau                       | Saint-Martin-Longueau         |         | 49° 20′ 48″ nord, 2° 35′ 48″ est |                | |             | Église Saint-Martin de Saint-Martin-Longueau                       |
| Église Saint-Maur de Saint-Maur (Oise)                             | Saint-Maur                    |         | 49° 36′ 54″ nord, 1° 55′ 03″ est |                | |             | Église Saint-Maur de Saint-Maur (Oise)                             |
| Église Saint-Maximin de Saint-Maximin (Oise)                       | Saint-Maximin                 |         | 49° 13′ 17″ nord, 2° 27′ 06″ est | « PA00114869 » | Inscrit MH | 1926        | Église Saint-Maximin de Saint-Maximin (Oise)                       |
| Église Saint-Omer de Saint-Omer-en-Chaussée                        | Saint-Omer-en-Chaussée        |         | 49° 31′ 57″ nord, 2° 00′ 09″ est |                | |             | Église Saint-Omer de Saint-Omer-en-Chaussée                        |
| Abbatiale Saint-Paul de Saint-Paul (Oise)                          | Saint-Paul                    |         | 49° 25′ 43″ nord, 2° 00′ 25″ est | « PA00114871 » | Inscrit MH | 1933        | Abbatiale Saint-Paul de Saint-Paul (Oise)                          |
| Église Saint-Paul de Saint-Paul (Oise)                             | Saint-Paul                    |         | 49° 25′ 47″ nord, 2° 00′ 26″ est |                | |             | Église Saint-Paul de Saint-Paul (Oise)                             |
| Église Saint-Pierre de Saint-Pierre-es-Champs                      | Saint-Pierre-es-Champs        |         | 49° 25′ 53″ nord, 1° 43′ 39″ est |                | |             | Église Saint-Pierre de Saint-Pierre-es-Champs                      |
| Église Saint-Pierre de Saint-Pierre-lès-Bitry                      | Saint-Pierre-lès-Bitry        |         | 49° 25′ 30″ nord, 3° 04′ 34″ est | « PA00114873 » | Classé MH | 1920        | Église Saint-Pierre de Saint-Pierre-lès-Bitry                      |
| Église Saint-Germain de Mothois                                    | Saint-Quentin-des-Prés        |         | 49° 30′ 24″ nord, 1° 44′ 39″ est |                | |             | Église Saint-Germain de Mothois                                    |
| Église Saint-Quentin de Saint-Quentin-des-Prés                     | Saint-Quentin-des-Prés        |         | 49° 31′ 14″ nord, 1° 45′ 12″ est |                | |             | Église Saint-Quentin de Saint-Quentin-des-Prés                     |
| Église Saint-Rémy de Saint-Remy-en-l'Eau                           | Saint-Remy-en-l'Eau           |         | 49° 28′ 13″ nord, 2° 25′ 41″ est |                | |             | Église Saint-Rémy de Saint-Remy-en-l'Eau                           |
| Église Saint-Samson de Saint-Samson-la-Poterie                     | Saint-Samson-la-Poterie       |         | 49° 35′ 31″ nord, 1° 44′ 29″ est |                | |             | Église Saint-Samson de Saint-Samson-la-Poterie                     |
| Église de la Sainte-Trinité de Saint-Sauveur                       | Saint-Sauveur                 |         | 49° 19′ 04″ nord, 2° 47′ 03″ est | « PA00114875 » | Inscrit MH | 1948        | Église de la Sainte-Trinité de Saint-Sauveur                       |
| Église Saint-Sulpice de Saint-Sulpice (Oise)                       | Saint-Sulpice                 |         | 49° 21′ 30″ nord, 2° 07′ 55″ est |                | |             | Église Saint-Sulpice de Saint-Sulpice (Oise)                       |
| Église Saint-Thibault de Saint-Thibault (Oise)                     | Saint-Thibault                |         | 49° 42′ 01″ nord, 1° 50′ 42″ est |                | |             | Image manquante Téléverser                                         |
| Église Saint-Vaast de Saint-Vaast-de-Longmont                      | Saint-Vaast-de-Longmont       |         | 49° 18′ 07″ nord, 2° 44′ 05″ est | « PA00114876 » | Classé MH | 1883        | Église Saint-Vaast de Saint-Vaast-de-Longmont                      |
| Église Saint-Vaast de Saint-Vaast-lès-Mello                        | Saint-Vaast-lès-Mello         |         | 49° 16′ 01″ nord, 2° 23′ 21″ est | « PA00114877 » | Classé MH | 1906        | Église Saint-Vaast de Saint-Vaast-lès-Mello                        |
| Église Saint-Lambert de Saint-Valery                               | Saint-Valery                  |         | 49° 43′ 46″ nord, 1° 44′ 27″ est |                | |             | Église Saint-Lambert de Saint-Valery                               |
| Église Saint-Étienne de Saint-Étienne-Roilaye                      | Saint-Étienne-Roilaye         |         | 49° 21′ 09″ nord, 3° 01′ 07″ est | « PA00114855 » | Classé MH | 1947        | Église Saint-Étienne de Saint-Étienne-Roilaye                      |
| Église Saint-Eusébien de Sainte-Eusoye                             | Sainte-Eusoye                 |         | 49° 34′ 40″ nord, 2° 14′ 43″ est |                | |             | Image manquante Téléverser                                         |
| Église Sainte-Geneviève de Sainte-Geneviève (Oise)                 | Sainte-Geneviève              |         | 49° 17′ 22″ nord, 2° 11′ 50″ est | « PA00114858 » | Inscrit MH | 1983        | Église Sainte-Geneviève de Sainte-Geneviève (Oise)                 |
| Église Saint-Denis-et-Saint-Jean-Baptiste de Saintines             | Saintines                     |         | 49° 18′ 22″ nord, 2° 46′ 12″ est | « PA00114879 » | Inscrit MH | 1927        | Église Saint-Denis-et-Saint-Jean-Baptiste de Saintines             |
| Église Saint-Médard de Salency                                     | Salency                       |         | 49° 35′ 13″ nord, 3° 03′ 14″ est |                | |             | Église Saint-Médard de Salency                                     |
| Église Saint-Pierre-et-Saint-Paul de Sarcus                        | Sarcus                        |         | 49° 41′ 10″ nord, 1° 52′ 06″ est |                | |             | Église Saint-Pierre-et-Saint-Paul de Sarcus                        |
| Église Notre-Dame de Sarnois                                       | Sarnois                       |         | 49° 40′ 39″ nord, 1° 55′ 00″ est |                | |             | Église Notre-Dame de Sarnois                                       |
| Église Saint-Rémi de Savignies                                     | Savignies                     |         | 49° 27′ 55″ nord, 1° 57′ 54″ est |                | |             | Église Saint-Rémi de Savignies                                     |
| Église de la Nativité-de-Notre-Dame de Sempigny                    | Sempigny                      |         | 49° 33′ 31″ nord, 2° 59′ 45″ est |                | |             | Église de la Nativité-de-Notre-Dame de Sempigny                    |
| Église du Saint-Sépulcre de Senantes                               | Senantes                      |         | 49° 29′ 10″ nord, 1° 50′ 10″ est |                | |             | Église du Saint-Sépulcre de Senantes                               |
| Cathédrale Notre-Dame de Senlis                                    | Senlis                        |         | 49° 12′ 25″ nord, 2° 35′ 10″ est | « PA00114883 » | Classé MH | 1840        | Cathédrale Notre-Dame de Senlis                                    |
| Collégiale Saint-Frambourg de Senlis                               | Senlis                        |         | 49° 12′ 21″ nord, 2° 35′ 11″ est | « PA00114888 » | Classé MH | 1862        | Collégiale Saint-Frambourg de Senlis                               |
| Église Saint-Aignan de Senlis                                      | Senlis                        |         | 49° 12′ 20″ nord, 2° 34′ 55″ est | « PA00114887 » | Classé MH | 1981        | Église Saint-Aignan de Senlis                                      |
| Église Saint-Pierre de Senlis                                      | Senlis                        |         | 49° 12′ 23″ nord, 2° 35′ 16″ est | « PA00114889 » | Classé MH | 1887        | Église Saint-Pierre de Senlis                                      |
| Abbatiale Saint-Vincent de Senlis                                  | Senlis                        |         | 49° 12′ 09″ nord, 2° 35′ 22″ est |                | |             | Abbatiale Saint-Vincent de Senlis                                  |
| Église Saint-Étienne de Senlis                                     | Senlis                        |         | 49° 12′ 08″ nord, 2° 35′ 36″ est |                | |             | Église Saint-Étienne de Senlis                                     |
| Église Notre-Dame-de-la-Nativité de Senots                         | Senots                        |         | 49° 15′ 52″ nord, 1° 59′ 39″ est |                | |             | Église Notre-Dame-de-la-Nativité de Senots                         |
| Église Saint-Denis de Serans                                       | Serans                        |         | 49° 11′ 14″ nord, 1° 49′ 57″ est | « PA00114910 » | Classé MH | 1908        | Église Saint-Denis de Serans                                       |
| Église Saint-Côme-et-Saint-Damien de Sermaize                      | Sermaize                      |         | 49° 36′ 57″ nord, 2° 57′ 35″ est |                | |             | Image manquante Téléverser                                         |
| Église Saint-Martin de Silly                                       | Silly-Tillard                 |         | 49° 19′ 28″ nord, 2° 09′ 46″ est | « PA00114913 » | Inscrit MH | 1929        | Église Saint-Martin de Silly                                       |
| Église Saint-Pierre-et-Saint-Paul de Silly-le-Long                 | Silly-le-Long                 |         | 49° 06′ 28″ nord, 2° 47′ 42″ est | « PA60000038 » | Inscrit MH | 2001        | Église Saint-Pierre-et-Saint-Paul de Silly-le-Long                 |
| Église Saint-Jean-Baptiste de Solente                              | Solente                       |         | 49° 41′ 56″ nord, 2° 52′ 48″ est |                | |             | Église Saint-Jean-Baptiste de Solente                              |
| Église Saint-Aubin de Sommereux                                    | Sommereux                     |         | 49° 40′ 50″ nord, 1° 59′ 34″ est | « PA00114914 » | Classé MH | 1913        | Église Saint-Aubin de Sommereux                                    |
| Église Saint-Martin de Songeons                                    | Songeons                      |         | 49° 32′ 54″ nord, 1° 51′ 13″ est |                | |             | Église Saint-Martin de Songeons                                    |
| Église Saint-Pierre de Sully                                       | Sully                         |         | 49° 33′ 32″ nord, 1° 46′ 48″ est |                | |             | Église Saint-Pierre de Sully                                       |
| Église Saint-Médard de Suzoy                                       | Suzoy                         |         | 49° 34′ 56″ nord, 2° 56′ 40″ est |                | |             | Église Saint-Médard de Suzoy                                       |
| Église Saint-Denis de Sérifontaine                                 | Sérifontaine                  |         | 49° 21′ 15″ nord, 1° 46′ 09″ est | « PA00114911 » | Classé MH | 1928        | Église Saint-Denis de Sérifontaine                                 |
| Église Saint-Pierre-et-Saint-Michel de Séry-Magneval               | Séry-Magneval                 |         | 49° 15′ 30″ nord, 2° 51′ 19″ est |                | |             | Église Saint-Pierre-et-Saint-Michel de Séry-Magneval               |
| Église Saint-Martin de Sérévillers                                 | Sérévillers                   |         | 49° 38′ 18″ nord, 2° 25′ 58″ est |                | |             | Église Saint-Martin de Sérévillers                                 |
| Église Saint-Pierre-et-Saint-Paul de Talmontiers                   | Talmontiers                   |         | 49° 23′ 16″ nord, 1° 44′ 14″ est |                | |             | Église Saint-Pierre-et-Saint-Paul de Talmontiers                   |
| Église Saint-Martin de Tartigny                                    | Tartigny                      |         | 49° 38′ 04″ nord, 2° 21′ 41″ est |                | |             | Église Saint-Martin de Tartigny                                    |
| Église Saint-Ouen de Therdonne                                     | Therdonne                     |         | 49° 25′ 18″ nord, 2° 08′ 42″ est | « PA00114917 » | Classé MH | 1913        | Église Saint-Ouen de Therdonne                                     |
| Église Saint-Pierre de Thibivillers                                | Thibivillers                  |         | 49° 18′ 03″ nord, 1° 54′ 01″ est | « PA00114918 » | Inscrit MH | 1972        | Église Saint-Pierre de Thibivillers                                |
| Église Saint-Martin de Thiers-sur-Thève                            | Thiers-sur-Thève              |         | 49° 09′ 05″ nord, 2° 34′ 35″ est |                | |             | Église Saint-Martin de Thiers-sur-Thève                            |
| Église de l'Assomption-de-la-Vierge de Thiescourt                  | Thiescourt                    |         | 49° 34′ 03″ nord, 2° 53′ 01″ est | « PA00114920 » | Classé MH | 1921        | Église de l'Assomption-de-la-Vierge de Thiescourt                  |
| Église Saint-Antoine de Thieuloy-Saint-Antoine                     | Thieuloy-Saint-Antoine        |         | 49° 38′ 00″ nord, 1° 56′ 40″ est |                | |             | Image manquante Téléverser                                         |
| Église Notre-Dame-de-l'Assomption de Thieux                        | Thieux                        |         | 49° 32′ 35″ nord, 2° 19′ 04″ est |                | |             | Église Notre-Dame-de-l'Assomption de Thieux                        |
| Église Saint-Leufroy de Thiverny                                   | Thiverny                      |         | 49° 14′ 58″ nord, 2° 25′ 48″ est | « PA00114921 » | Inscrit MH | 1930        | Église Saint-Leufroy de Thiverny                                   |
| Église Notre-Dame de Thourotte                                     | Thourotte                     |         | 49° 28′ 25″ nord, 2° 52′ 53″ est | « PA00114922 » | Classé MH | 1912        | Église Notre-Dame de Thourotte                                     |
| Église Saint-Martin de Thury-en-Valois                             | Thury-en-Valois               |         | 49° 09′ 23″ nord, 3° 01′ 32″ est |                | |             | Église Saint-Martin de Thury-en-Valois                             |
| Église Saint-Médard de Thury-sous-Clermont                         | Thury-sous-Clermont           |         | 49° 21′ 27″ nord, 2° 20′ 06″ est |                | |             | Église Saint-Médard de Thury-sous-Clermont                         |
| Église Saint-Vaast de Thérines                                     | Thérines                      |         | 49° 36′ 13″ nord, 1° 53′ 31″ est |                | |             | Image manquante Téléverser                                         |
| Église Saint-Étienne de Tillé                                      | Tillé                         |         | 49° 27′ 48″ nord, 2° 06′ 43″ est |                | |             | Église Saint-Étienne de Tillé                                      |
| Église Saint-Clair de Tourly                                       | Tourly                        |         | 49° 13′ 26″ nord, 1° 56′ 50″ est |                | |             | Église Saint-Clair de Tourly                                       |
| Église Saint-Brice de Tracy-le-Mont                                | Tracy-le-Mont                 |         | 49° 28′ 21″ nord, 3° 00′ 38″ est |                | |             | Église Saint-Brice de Tracy-le-Mont                                |
| Église Saint-Éloi de Tracy-le-Val                                  | Tracy-le-Val                  |         | 49° 29′ 19″ nord, 3° 00′ 29″ est | « PA00114923 » | Classé MH | 1840        | Église Saint-Éloi de Tracy-le-Val                                  |
| Église Notre-Dame de Tricot                                        | Tricot                        |         | 49° 33′ 42″ nord, 2° 35′ 16″ est | « PA00114924 » | Classé MH | 1922        | Église Notre-Dame de Tricot                                        |
| Église Sainte-Madeleine de Trie-Château                            | Trie-Château                  |         | 49° 17′ 05″ nord, 1° 49′ 22″ est | « PA00114927 » | Classé MH | 1862        | Église Sainte-Madeleine de Trie-Château                            |
| Église Saint-Denis de Villers-sur-Trie                             | Trie-Château                  |         | 49° 18′ 29″ nord, 1° 49′ 27″ est |                | |             | Église Saint-Denis de Villers-sur-Trie                             |
| Église Notre-Dame-de-l'Assomption de Trie-la-Ville                 | Trie-la-Ville                 |         | 49° 17′ 19″ nord, 1° 50′ 08″ est |                | |             | Église Notre-Dame-de-l'Assomption de Trie-la-Ville                 |
| Église Saint-Pierre de Troissereux                                 | Troissereux                   |         | 49° 28′ 41″ nord, 2° 02′ 49″ est |                | |             | Église Saint-Pierre de Troissereux                                 |
| Église Saint-Martin-de-Breuil de Trosly-Breuil                     | Trosly-Breuil                 |         | 49° 24′ 12″ nord, 2° 59′ 23″ est |                | |             | Image manquante Téléverser                                         |
| Église Saint-Lucien de Troussencourt                               | Troussencourt                 |         | 49° 36′ 23″ nord, 2° 15′ 16″ est |                | |             | Image manquante Téléverser                                         |
| Église Notre-Dame de Trumilly                                      | Trumilly                      |         | 49° 14′ 33″ nord, 2° 48′ 03″ est | « PA00114932 » | Classé MH | 1914        | Église Notre-Dame de Trumilly                                      |
| Église Saint-Georges d'Ully-Saint-Georges                          | Ully-Saint-Georges            |         | 49° 16′ 48″ nord, 2° 16′ 52″ est | « PA00114933 » | Classé MH | 1951        | Église Saint-Georges d'Ully-Saint-Georges                          |
| Église Notre-Dame de Valdampierre                                  | Valdampierre                  |         | 49° 18′ 15″ nord, 2° 03′ 06″ est | « PA00114935 » | Inscrit MH | 1970        | Église Notre-Dame de Valdampierre                                  |
| Église Saint-Léger de Vandélicourt                                 | Vandélicourt                  |         | 49° 31′ 01″ nord, 2° 47′ 42″ est |                | |             | Église Saint-Léger de Vandélicourt                                 |
| Église Saint-Géry de Varesnes                                      | Varesnes                      |         | 49° 34′ 00″ nord, 3° 03′ 38″ est |                | |             | Église Saint-Géry de Varesnes                                      |
| Église Notre-Dame-de-la-Nativité de Varinfroy                      | Varinfroy                     |         | 49° 06′ 04″ nord, 3° 02′ 38″ est | « PA00114936 » | Classé MH | 1920        | Église Notre-Dame-de-la-Nativité de Varinfroy                      |
| Église Saint-Nicolas-et-Saint-Fiacre de Vauchelles                 | Vauchelles                    |         | 49° 35′ 13″ nord, 2° 57′ 50″ est |                | |             | Image manquante Téléverser                                         |
| Église Saint-Léger de Vauciennes                                   | Vauciennes                    |         | 49° 14′ 12″ nord, 3° 01′ 51″ est | « PA00114938 » | Inscrit MH | 1951        | Église Saint-Léger de Vauciennes                                   |
| Église Saint-Gervais-et-Saint-Protais de Vaudancourt               | Vaudancourt                   |         | 49° 14′ 02″ nord, 1° 45′ 21″ est | « PA00125666 » | Inscrit MH | 1993        | Église Saint-Gervais-et-Saint-Protais de Vaudancourt               |
| Église Saint-Pierre de Vaumoise                                    | Vaumoise                      |         | 49° 14′ 14″ nord, 2° 58′ 47″ est | « PA60000089 » | Inscrit MH | 2014        | Église Saint-Pierre de Vaumoise                                    |
| Église Notre-Dame-de-la-Nativité de Velennes                       | Velennes                      |         | 49° 28′ 23″ nord, 2° 11′ 02″ est |                | |             | Église Notre-Dame-de-la-Nativité de Velennes                       |
| Église Saint-Martin de Vendeuil-Caply                              | Vendeuil-Caply                |         | 49° 37′ 15″ nord, 2° 18′ 11″ est | « PA00114987 » | Inscrit MH | 1990        | Église Saint-Martin de Vendeuil-Caply                              |
| Église Saint-Martin de Venette                                     | Venette                       |         | 49° 25′ 01″ nord, 2° 48′ 01″ est | « PA00114941 » | Classé MH | 1920        | Église Saint-Martin de Venette                                     |
| Église Saint-Denis de Ver-sur-Launette                             | Ver-sur-Launette              |         | 49° 06′ 16″ nord, 2° 41′ 07″ est |                | |             | Église Saint-Denis de Ver-sur-Launette                             |
| Église Saint-Pierre de Verberie                                    | Verberie                      |         | 49° 18′ 37″ nord, 2° 43′ 50″ est | « PA00114944 » | Classé MH | 1862        | Église Saint-Pierre de Verberie                                    |
| Église Saint-Martin de Verderel-lès-Sauqueuse                      | Verderel-lès-Sauqueuse        |         | 49° 30′ 07″ nord, 2° 05′ 49″ est |                | |             | Église Saint-Martin de Verderel-lès-Sauqueuse                      |
| Église Saint-Nicolas de Sauqueuse-Saint-Lucien                     | Verderel-lès-Sauqueuse        |         | 49° 31′ 05″ nord, 2° 03′ 57″ est |                | |             | Image manquante Téléverser                                         |
| Église Saint-Hilaire de Verderonne                                 | Verderonne                    |         | 49° 19′ 50″ nord, 2° 29′ 54″ est |                | |             | Église Saint-Hilaire de Verderonne                                 |
| Église Saint-Honoré de Verneuil-en-Halatte                         | Verneuil-en-Halatte           |         | 49° 16′ 29″ nord, 2° 31′ 01″ est | « PA00114948 » | Classé MH | 2005        | Église Saint-Honoré de Verneuil-en-Halatte                         |
| Église Saint-Martin de Versigny                                    | Versigny                      |         | 49° 09′ 30″ nord, 2° 45′ 41″ est | « PA00114951 » | Classé MH | 1907        | Église Saint-Martin de Versigny                                    |
| Église Saint-Déodat de Droizelles                                  | Versigny                      |         | 49° 09′ 37″ nord, 2° 47′ 18″ est |                | |             | Église Saint-Déodat de Droizelles                                  |
| Église Saint-Martin-Saint-Léonard de Vez                           | Vez                           |         | 49° 15′ 52″ nord, 3° 00′ 10″ est | « PA00114953 » | Inscrit MH | 1926        | Église Saint-Martin-Saint-Léonard de Vez                           |
| Église Saint-Amand de Viefvillers                                  | Viefvillers                   |         | 49° 36′ 50″ nord, 2° 07′ 42″ est |                | |             | Image manquante Téléverser                                         |
| Église Saint-Mellon de Vieux-Moulin                                | Vieux-Moulin                  |         | 49° 23′ 32″ nord, 2° 56′ 24″ est | « PA60000091 » | Inscrit MH | 2015        | Église Saint-Mellon de Vieux-Moulin                                |
| Église du prieuré de Saint-Pierre-en-Chastres                      | Vieux-Moulin                  |         | 49° 22′ 34″ nord, 2° 57′ 01″ est |                | |             | Image manquante Téléverser                                         |
| Église de la Nativité-de-Notre-Dame de Vignemont                   | Vignemont                     |         | 49° 30′ 13″ nord, 2° 46′ 34″ est |                | |             | Église de la Nativité-de-Notre-Dame de Vignemont                   |
| Église Saint-Pierre-ès-Liens de Ville                              | Ville                         |         | 49° 33′ 22″ nord, 2° 56′ 30″ est |                | |             | Image manquante Téléverser                                         |
| Église de la Nativité-de-la-Sainte-Vierge de Villembray            | Villembray                    |         | 49° 28′ 41″ nord, 1° 52′ 19″ est |                | |             | Église de la Nativité-de-la-Sainte-Vierge de Villembray            |
| Église Notre-Dame de Villeneuve-les-Sablons                        | Villeneuve-les-Sablons        |         | 49° 14′ 16″ nord, 2° 04′ 39″ est |                | |             | Église Notre-Dame de Villeneuve-les-Sablons                        |
| Église Saint-Barthélemy de Villeneuve-sur-Verberie                 | Villeneuve-sur-Verberie       |         | 49° 16′ 30″ nord, 2° 41′ 21″ est | « PA00114957 » | Classé MH | 1921        | Église Saint-Barthélemy de Villeneuve-sur-Verberie                 |
| Église Saint-Martin de Noël-Saint-Martin                           | Villeneuve-sur-Verberie       |         | 49° 17′ 10″ nord, 2° 42′ 09″ est | « PA00114958 » | Classé MH | 1895        | Église Saint-Martin de Noël-Saint-Martin                           |
| Église Sainte-Maxence d'Yvillers                                   | Villeneuve-sur-Verberie       |         | 49° 16′ 08″ nord, 2° 40′ 30″ est |                | |             | Église Sainte-Maxence d'Yvillers                                   |
| Église Saint-Martin de Villers-Saint-Barthélemy                    | Villers-Saint-Barthélemy      |         | 49° 23′ 46″ nord, 1° 56′ 59″ est |                | |             | Église Saint-Martin de Villers-Saint-Barthélemy                    |
| Église Saint-Médard de Villers-Saint-Frambourg                     | Villers-Saint-Frambourg-Ognon |         | 49° 15′ 18″ nord, 2° 38′ 25″ est | « PA00114959 » | Classé MH | 2004        | Église Saint-Médard de Villers-Saint-Frambourg                     |
| Église Saint-Martin d'Ognon                                        | Villers-Saint-Frambourg-Ognon |         | 49° 14′ 11″ nord, 2° 38′ 39″ est | « PA00114793 » | Inscrit MH | 1970        | Église Saint-Martin d'Ognon                                        |
| Église Saint-Denis de Villers-Saint-Genest                         | Villers-Saint-Genest          |         | 49° 08′ 29″ nord, 2° 54′ 26″ est |                | |             | Église Saint-Denis de Villers-Saint-Genest                         |
| Église Saint-Pierre-et-Saint-Paul de Villers-Saint-Paul            | Villers-Saint-Paul            |         | 49° 17′ 15″ nord, 2° 29′ 31″ est | « PA00114961 » | Classé MH | 1862        | Église Saint-Pierre-et-Saint-Paul de Villers-Saint-Paul            |
| Église Saint-Martin de Villers-Saint-Sépulcre                      | Villers-Saint-Sépulcre        |         | 49° 21′ 58″ nord, 2° 12′ 54″ est |                | |             | Église Saint-Martin de Villers-Saint-Sépulcre                      |
| Église Saint-Martin de Villers-Vermont                             | Villers-Vermont               |         | 49° 34′ 38″ nord, 1° 44′ 35″ est |                | |             | Image manquante Téléverser                                         |
| Église Saint-Denis de Villers-Vicomte                              | Villers-Vicomte               |         | 49° 38′ 37″ nord, 2° 14′ 20″ est |                | |             | Image manquante Téléverser                                         |
| Église Saint-Denis de Villers-sous-Saint-Leu                       | Villers-sous-Saint-Leu        |         | 49° 12′ 48″ nord, 2° 23′ 55″ est | « PA00114964 » | Classé MH | 1944        | Église Saint-Denis de Villers-sous-Saint-Leu                       |
| Église Saint-Lucien de Villers-sur-Auchy                           | Villers-sur-Auchy             |         | 49° 29′ 11″ nord, 1° 47′ 44″ est |                | |             | Église Saint-Lucien de Villers-sur-Auchy                           |
| Église d'Auchy                                                     | Villers-sur-Auchy             |         | 49° 29′ 03″ nord, 1° 46′ 41″ est |                | |             | Église d'Auchy                                                     |
| Église Sainte-Barbe de Villers-sur-Bonnières                       | Villers-sur-Bonnières         |         | 49° 32′ 17″ nord, 1° 57′ 59″ est |                | |             | Église Sainte-Barbe de Villers-sur-Bonnières                       |
| Église Saint-Jean-Baptiste de Villers-sur-Coudun                   | Villers-sur-Coudun            |         | 49° 29′ 03″ nord, 2° 48′ 17″ est |                | |             | Église Saint-Jean-Baptiste de Villers-sur-Coudun                   |
| Église de la Trinité de Villeselve                                 | Villeselve                    |         | 49° 41′ 52″ nord, 3° 06′ 46″ est |                | |             | Église de la Trinité de Villeselve                                 |
| Église Saint-Firmin de Vineuil-Saint-Firmin                        | Vineuil-Saint-Firmin          |         | 49° 11′ 49″ nord, 2° 30′ 15″ est | « PA00114967 » | Inscrit MH | 1970        | Église Saint-Firmin de Vineuil-Saint-Firmin                        |
| Église Saint-Martin de Vrocourt                                    | Vrocourt                      |         | 49° 31′ 45″ nord, 1° 53′ 10″ est |                | |             | Église Saint-Martin de Vrocourt                                    |
| Église Saint-Christophe de Wacquemoulin                            | Wacquemoulin                  |         | 49° 30′ 08″ nord, 2° 37′ 02″ est |                | |             | Église Saint-Christophe de Wacquemoulin                            |
| Église Saint-Martin de Wambez                                      | Wambez                        |         | 49° 31′ 38″ nord, 1° 51′ 06″ est |                | |             | Église Saint-Martin de Wambez                                      |
| Église Saint-Lucien de Warluis                                     | Warluis                       |         | 49° 23′ 25″ nord, 2° 08′ 28″ est | « PA00114974 » | Inscrit MH | 1986        | Église Saint-Lucien de Warluis                                     |
| Église Saint-Séverin de Merlemont                                  | Warluis                       |         | 49° 23′ 09″ nord, 2° 10′ 46″ est |                | |             | Image manquante Téléverser                                         |
| Église Saint-Simon-et-Saint-Jude de Wavignies                      | Wavignies                     |         | 49° 32′ 45″ nord, 2° 21′ 32″ est |                | |             | Église Saint-Simon-et-Saint-Jude de Wavignies                      |
| Église Saint-Pierre de Welles-Pérennes                             | Welles-Pérennes               |         | 49° 37′ 22″ nord, 2° 29′ 53″ est |                | |             | Église Saint-Pierre de Welles-Pérennes                             |
| Église Notre-Dame d'Ève                                            | Ève                           |         | 49° 05′ 25″ nord, 2° 42′ 15″ est | « PA00114681 » | Classé MH | 1987        | Église Notre-Dame d'Ève                                            |
| Église Saint-Sulpice d'Écuvilly                                    | Écuvilly                      |         | 49° 38′ 52″ nord, 2° 55′ 02″ est |                | |             | Église Saint-Sulpice d'Écuvilly                                    |
| Église Saint-Lucien d'Élencourt                                    | Élencourt                     |         | 49° 41′ 46″ nord, 1° 53′ 43″ est |                | |             | Image manquante Téléverser                                         |
| Église Notre-Dame d'Élincourt-Sainte-Marguerite                    | Élincourt-Sainte-Marguerite   |         | 49° 31′ 33″ nord, 2° 48′ 57″ est | « PA00114676 » | Classé MH Le chœur | 1913        | Église Notre-Dame d'Élincourt-Sainte-Marguerite                    |
| Église Saint-Léger d'Éméville                                      | Éméville                      |         | 49° 16′ 59″ nord, 3° 01′ 43″ est | « PA00114677 » | Classé MH Clocher | 1937        | Église Saint-Léger d'Éméville                                      |
| Église Saint-Martin d'Énencourt-Léage                              | Énencourt-Léage               |         | 49° 18′ 14″ nord, 1° 50′ 47″ est | « PA60000063 » | Inscrit MH | 2004        | Église Saint-Martin d'Énencourt-Léage                              |
| Église Saint-Aignan d'Épineuse                                     | Épineuse                      |         | 49° 23′ 50″ nord, 2° 33′ 15″ est |                | |             | Image manquante Téléverser                                         |
| Église Saint-Martin d'Éragny-sur-Epte                              | Éragny-sur-Epte               |         | 49° 18′ 53″ nord, 1° 46′ 27″ est |                | |             | Église Saint-Martin d'Éragny-sur-Epte                              |
| Église Saint-Jean d'Étavigny                                       | Étavigny                      |         | 49° 07′ 09″ nord, 2° 58′ 50″ est |                | |             | Église Saint-Jean d'Étavigny                                       |
| Église Saint-Martin d'Étouy                                        | Étouy                         |         | 49° 25′ 15″ nord, 2° 21′ 46″ est |                | |             | Église Saint-Martin d'Étouy                                        |
| Église Saint-Sulpice d'Évricourt                                   | Évricourt                     |         | 49° 34′ 03″ nord, 2° 54′ 11″ est |                | |             | Église Saint-Sulpice d'Évricourt                                   |

## Culteprotestant
| Église                                                        | Commune            | Adresse | Coordonnées                      | Notice | Protection | Date | Illustration                         |
| ------------------------------------------------------------- | ------------------ | ------- | -------------------------------- | ------ | ---------- | ---- | ------------------------------------ |
| Temple protestant de Beauvais                                 | Beauvais           |         | 49° 25′ 57″ nord, 2° 04′ 45″ est |        |            |      | Temple protestant de Beauvais        |
| Temple protestant de Compiègne                                | Compiègne          |         | 49° 24′ 46″ nord, 2° 49′ 38″ est |        |            |      | Temple protestant de Compiègne       |
| Temple de l'église protestante unie de France de Creil        | Creil              |         | 49° 15′ 10″ nord, 2° 28′ 38″ est |        |            |      | Image manquante Téléverser           |
| Temple de Crèvecœur-le-Grand                                  | Crèvecœur-le-Grand |         | à géolocaliser                   |        |            |      | Image manquante Téléverser           |
| Temple Saint-Martin d'Ivry-le-Temple                          | Ivry-le-Temple     |         | 49° 13′ 38″ nord, 2° 01′ 44″ est |        |            |      | Temple Saint-Martin d'Ivry-le-Temple |
| Temple de l'église protestante évangélique de Nogent-sur-Oise | Nogent-sur-Oise    |         | 49° 16′ 08″ nord, 2° 28′ 36″ est |        |            |      | Image manquante Téléverser           |
| Temple protestant de Saint-Sauveur                            | Saint-Sauveur      |         | 49° 18′ 56″ nord, 2° 46′ 55″ est |        |            |      | Temple protestant de Saint-Sauveur   |